# 清水エスパルス
清水エスパルス（しみずエスパルス、英: Shimizu S-Pulse）は、日本の静岡県静岡市をホームタウンとする、日本プロサッカーリーグ（Jリーグ）に加盟するプロサッカークラブ。
Jリーグ創設当初からのチーム、オリジナル10の1つである。

## 概要
1993年にJリーグへ加盟。ホームタウンは静岡県静岡市清水区（合併前は清水市）。ホームスタジアムはIAIスタジアム日本平、練習場はエスパルス三保グラウンド（詳細は#スタジアム・練習場を参照）。チーム名の「エス（S）」は「サッカー、清水、静岡」の頭文字で、「パルス（PULSE）」は英語で心臓の鼓動を意味する。1993年のJリーグ開幕を戦った10クラブの中では唯一母体となるクラブが実業団ではなく、かつ日本サッカーリーグ (JSL) に加盟していないクラブである。発足時の運営会社は株式会社エスラップ・コミュニケーションズ、1998年2月1日以降は株式会社エスパルスという名前になった。
クラブマスコットは、パルちゃん（名前の由来はエスパルスとサポーターを結ぶ「友達（パル）」より。耳の羽は現代版羽衣を表す）、パルちゃんの恋人で2012年7月に誕生した ピカルちゃん（名前の由来は勝ち星およびタイトル獲得を示す星より）、パルちゃんの妹的な存在に当たる こパルちゃん である。パルちゃんは「サッカーに要求される速さ、強さ、賢さをもち、かつ現代的で品格がある可愛く元気のよいキャラクター」と位置づけられ、Jリーグのマスコットの中で屈指のパフォーマーとエスパルス公式サイトでは紹介されている。

## 歴史

### クラブ発足の経緯
1956年、清水市立江尻小学校に新人教師として赴任した堀田哲爾によって児童へのサッカー指導が始まり、1967年には清水市で全国初の小学生リーグが結成、国内初となる指導者育成の学校「コーチング・スクール」が誕生、サッカー育成の制度が確立されていた。選抜チームのオール清水（清水FC）はJFA全日本U-12サッカー選手権大会にて優勝8回を数え、高校選手権では市内の学校（清水東・清水商・東海大一）が1980年から1988年の間に7度決勝進出（うち優勝4回）を重ね、多数のサッカー選手を輩出している地域であった。
また、1991年には静岡県で行われた高校総体サッカー競技のメイン会場として、日本平運動公園球技場が完成。開場当時日本では1万人収容の専用スタジアムは例がなく、プロリーグでの使用にも十分に耐えられるものと考えられた。この清水日本平運動公園球技場は以後ホームスタジアムとして使用し始める。
Jリーグ発足に際し、プロリーグへの参加条件に従来の企業スポーツからの脱却を図り、地域に根ざした欧州のクラブ組織を理想とした「フランチャイズ制の確立」が掲げられるなか、Jリーグの理念を体現し、「プロサッカーチームを大きく育てるホームタウンがあるとしたら、清水以上の候補地はない」と評価され、清水に本拠地を置く静岡県社会人サッカーリーグ所属の「清水FC」が初年度の参加チームとして選抜された。チームカラーは清水FC伝統のマリンブルーが有力視されたが、10クラブ中6クラブが青を希望したため、静岡の特産物である「みかん」などをイメージしたオレンジに決定。

### 1991年〜1992年（静岡県リーグ）

#### 1991年
5月、清水FCの運営企業として、テレビ静岡をはじめとして中日新聞東海本社、フジテレビジョンなどが出資、市民からも1割の持株を募り、株式会社エスラップ・コミュニケーションズを設立。チーム名を清水FCエスパルスと定め、企業チームとの差別化を図った。初代監督にはエスピノーザが就任。クラブ創設に伴い、堀池巧、大榎克己、長谷川健太の“清水東三羽烏”をはじめ、澤登正朗を獲得。読売クラブから前述の堀池、トニーニョ、三浦泰年(初代キャプテン)を引き抜きに成功、更に三浦知良の加入も内定していたが、加入は実現しなかった。

#### 1992年
6月、エスピノーザに代わりエメルソン・レオンが監督に就任。7月4日には長居陸上競技場にてガンバ大阪とのプレシーズンマッチが開催された。クラブでは初試合となったこの日を「エスパルスの誕生日」としている。1992Jリーグヤマザキナビスコカップでは準優勝を果たしている。

### 1993年〜1998年（Jリーグ）
5月16日、三ツ沢球技場で開催されたJリーグ開幕戦で横浜フリューゲルスに2-3で敗れる。1stステージは10チーム中4位と健闘。2ndステージからDFの加藤久、第2節からGKシジマールが加入すると守備が安定し、第3節から6戦連続無失点で6連勝を果たし、一時は首位に立つなど快進撃を見せた。2ndステージは14勝4敗で2位となり、1993Jリーグヤマザキナビスコカップの準優勝、天皇杯のベスト4進出と好成績を収めた。

#### 1994年
開幕を前に永島昭浩、ロナウドを補強した。サントリーシリーズ（1stステージ）は第5節から9連勝を達成、一時首位を走ったものの、国立での鹿島戦を境に失速、2位に終わった。FIFAワールドカップアメリカ大会にロナウド（大会での登録名はロナウダン）がブラジル代表として出場。クラブ所属選手では初のW杯出場となった。サントリーシリーズ（1stステージ）終了後、エメルソン・レオンが選手と賄賂を行っていたことが発覚し、解任。後任の監督にロベルト・リベリーノが就任、NICOSシリーズ（2ndステージ）を前に加藤久が退団、ジャウミーニャが加入したが、NICOSシリーズ（2ndステージ）は6位で終了した。

#### 1995年
元鹿島アントラーズ監督、宮本征勝が監督に就任。チーム初の日本人監督となった。1stステージはリーグワーストの63失点を喫し14チーム中12位に終わる。2ndステージから、元イタリア代表FWダニエレ・マッサーロが加入。また鹿島から吉田康弘、サントス、森岡隆三が加入、中盤まで優勝争いを演じた。また、日本クラブユースサッカー選手権(U-15)大会でジュニアユースチームが初優勝を果たし、クラブ初のタイトルを獲得した。天皇杯では、ヴィッセル神戸に敗北した。シーズン終了後、宮本が監督を退任。シジマール、三浦泰年が退団した。

#### 1996年
監督にオズワルド・アルディレス、ヘッドコーチにスティーブ・ペリマンが就任。オリバが加入した。トニーニョがシーズン途中で退団した。9月25日、1996JリーグヤマザキナビスコカップではPK戦の末にヴェルディ川崎を破って優勝、トップチームが悲願の初タイトルを獲得した。また、この年開催されたアトランタ五輪では伊東輝悦、白井博幸、松原良香がメンバー入り、伊東はブラジル戦で決勝のゴールを決めている。アルディレス監督の構想外となったマッサーロが退団。

#### 1997年
アルディレス体制2年目。固定背番号制が導入され、前年のレギュラーが一番つけていた背番号を優先的に与えた結果、森岡隆三の背番号がDFとしては珍しい11番をつけることとなった。1stステージは7位、2ndステージは6位となった。この年Jユースカップ初優勝、日本クラブユースサッカー選手権(U-15)大会3連覇など、下部組織の活躍が目立った。
11月、運営会社であるエスラップ・コミュニケーションズの経営危機が表面化。20億円を超える負債を抱え、実質的な親会社のテレビ静岡が運営からの撤退を表明した。31万人を超える署名と1500万円の募金を集め、地元清水に本拠を置く物流大手鈴与の子会社で出版業を手掛けていた「サッカーコミュニケーションズ株式会社」（1995年11月設立）が第三者割当増資を行い、これに静岡鉄道・静岡ガス・静岡新聞社・小糸製作所が応じて株式会社エスパルスに改組、同社が営業権を譲り受けることになった。

#### 1998年
チームスローガン：Break Through
2月1日より新会社による運営がスタート。1998年W杯フランス大会の登録メンバーに、伊東輝悦、斉藤俊秀の2選手が選出される。チームは1stステージは13勝4敗で得失点差で2位。7月25日から8月22日にかけては6連勝1失点の成績を収め、8月のAFC月間最優秀チームに選ばれている。2ndステージ終了後、アルディレス監督を解任。天皇杯から、ペリマン監督体制となる。天皇杯は初の決勝進出を決めている。なお、ユースチームからGK野澤洋輔がトップチームに上がり、昇格第1号選手となった。

### 1999年〜2015年（J1）

#### 1999年
チームスローガン：dream stadium 1999
1月1日、天皇杯決勝は横浜フリューゲルスに敗れ準優勝。横浜フリューゲルスと横浜マリノスのチーム合併に伴い、この年のゼロックススーパーカップとアジアカップウィナーズカップ1999-2000の出場権を得ることとなった。また横浜マリノスから安永聡太郎、横浜フリューゲルスから久保山由清、ベルマーレ平塚から田坂和昭が加入し戦力を補強。
リーグ戦では1stステージは勝ち点4差で3位。2ndステージは中盤で8連勝しトップの座を譲らず、11月23日、横浜国際総合競技場に開催された横浜F・マリノス戦に勝利し、念願のステージ優勝を決めた。チャンピオンシップでは、最大のライバルジュビロ磐田にPK戦の末敗れた。アレックスがMVP、ベストイレブンに6選手、ペリマンが最優秀監督賞。

#### 2000年
チームスローガン：big mission 2000
AFC主催大会への初めての参加となったアジアカップウィナーズカップ1999-2000では準々決勝で安養LGチタスを破り決勝トーナメントへ進出。チェンマイでの準決勝ではバンコクバンクをPK戦の末に制すると、決勝のアル・ザウラー戦では池田昇平のゴールにより1-0で勝利。初めてアジアのタイトルを獲得した。アジアスーパーカップはアジアクラブ選手権1999-2000優勝のアル・ヒラルとの間でのホーム＆アウェイで行われ、1分け1敗でアジアチャンピオンには一歩届かなかった。J1リーグ戦は1stステージ3位、2ndステージは13位で終えた。J1リーグ戦終了後、ペリマン監督を解任し、ユース総監督だったゼムノヴィッチがトップチームの監督に昇格。ゼムノヴィッチ体制初の大会となった天皇杯は2大会ぶりに決勝に進出した。

#### 2001年
チームスローガン：Dynamic Soccer 2001
天皇杯決勝は鹿島に敗れたものの、ゼロックススーパーカップでは鹿島に3-0で勝利。前年度優勝チームとして出場したアジアカップウィナーズカップ2000-01は準々決勝でBECテロ･サーサナを制し準決勝に進出したが、大連實徳に敗れ3位に終わった。2002年のFIFAワールドカップ開催に伴い、国際試合対応の大規模なスタジアムが全国に建設される中、5月12日には静岡県内でのワールドカップ会場となるエコパスタジアムのこけら落としが行われ、延長の末に平松康平のゴールで勝利を飾った。J1リーグ戦は1stステージ、2ndステージともに4位。天皇杯は前年度に続き決勝進出した。

#### 2002年
チームスローガン：Orange Fantasia 2002
1月1日、3度目の決勝進出となった天皇杯決勝にてセレッソ大阪を延長で破り優勝。2月にはゼロックススーパーカップを連覇した。6月のFIFAワールドカップには森岡隆三、三都主アレサンドロ、戸田和幸、市川大祐の4選手が出場している。アジアクラブ選手権に出場する鹿島に代わり、第80回天皇杯準優勝チームとしてアジアカップウィナーズカップ2001-02に3大会連続で出場、全北現代との準々決勝でアウェイゴールの差で準決勝進出を逃した。また、この年からアジアクラブ選手権とアジアカップウィナーズカップが統合されて初めての開催となったAFCチャンピオンズリーグ2002-2003に第81回天皇杯優勝チームとして出場。予選ラウンドからの出場となり、ニュー・ラディアント、サウスチャイナに勝利し、グループステージ（準々決勝に相当）進出を決めた。J1リーグ戦では1stステージ7位、2ndステージ12位と振るわず、ゼムノヴィッチ監督が退任。

#### 2003年
チームスローガン：EXCITING FIELD 2003
大木武新体制でスタート。Jリーグ開幕に先立って大連で開催されたAFCチャンピオンズリーグ2002-2003のグループステージ（準々決勝に相当）は、大連實徳、城南一和、オーソットサパーとひとつの椅子を争うも勝ち残ることはできなかった。ヤマザキナビスコカップはベスト4まで進出。J1リーグ戦は年間11位に終わった。11月29日、大木監督を解任し行徳浩二が監督に就任。天皇杯は準決勝まで勝ち進んだが、決勝進出できなかった。

#### 2004年
チームスローガン：HARD & ATTACK 2004
アントニーニョ監督体制でスタート。手腕が期待されたが、家族の看病などを理由に、1stステージ最終戦となった市原臨海競技場での市原戦後に辞意を表明。石崎信弘ヘッドコーチが監督昇格となった。アラウージョ、チョ・ジェジンが攻撃面で奮起するものの、リーグワースト5位の53失点を喫し、J1リーグ戦は年間14位となった。シーズン終了後、翌年も石崎監督を続投することが決まっていたが、サポーターから不満が噴出し、その年限りで石崎は監督を退任した。
この年開催されたアテネ五輪には黒河貴矢がメンバー入りを果たした。長年ゴールマウスを守ってきた真田雅則が現役引退。

#### 2005年
チームスローガン：2005 かける想い
長谷川健太が初めて監督に就任。初年度となった2005年シーズンは15位で残留を決めるなど低迷が続いた。その間にスカウトの充実をはかり、ユース選手だけでなく外部からの選手の補強を図った。2005年度にデビューした枝村匠馬、兵働昭弘、青山直晃ら若手選手が主力として定着、同年の天皇杯で準優勝の成績を収める。

#### 2006年
チームスローガン：かける想い S-PULSE 2006
長谷川体制2年目。2006年は新人の藤本淳吾が主力として定着、青山直晃が日本代表に選出されるなど前年以上に若手選手が台頭。日本A代表経験者の市川、森岡隆三、伊東輝悦、斉藤俊秀らも復調して開幕から上位につけ、4位でシーズンを終えた。この年、藤本が新人王を獲得。

#### 2007年
チームスローガン：かける想い S-PULSE 2007
長谷川体制3年目。中断明け以降の20節から25節まで6連勝をマークしたが、その後のアウエイで連敗し優勝争いから後退。年間4位となった。この年、伊東輝悦が同一クラブ所属としてJリーグ初となるJ1通算400試合を達成。

#### 2008年
チームスローガン：WE BELIEVE 2008

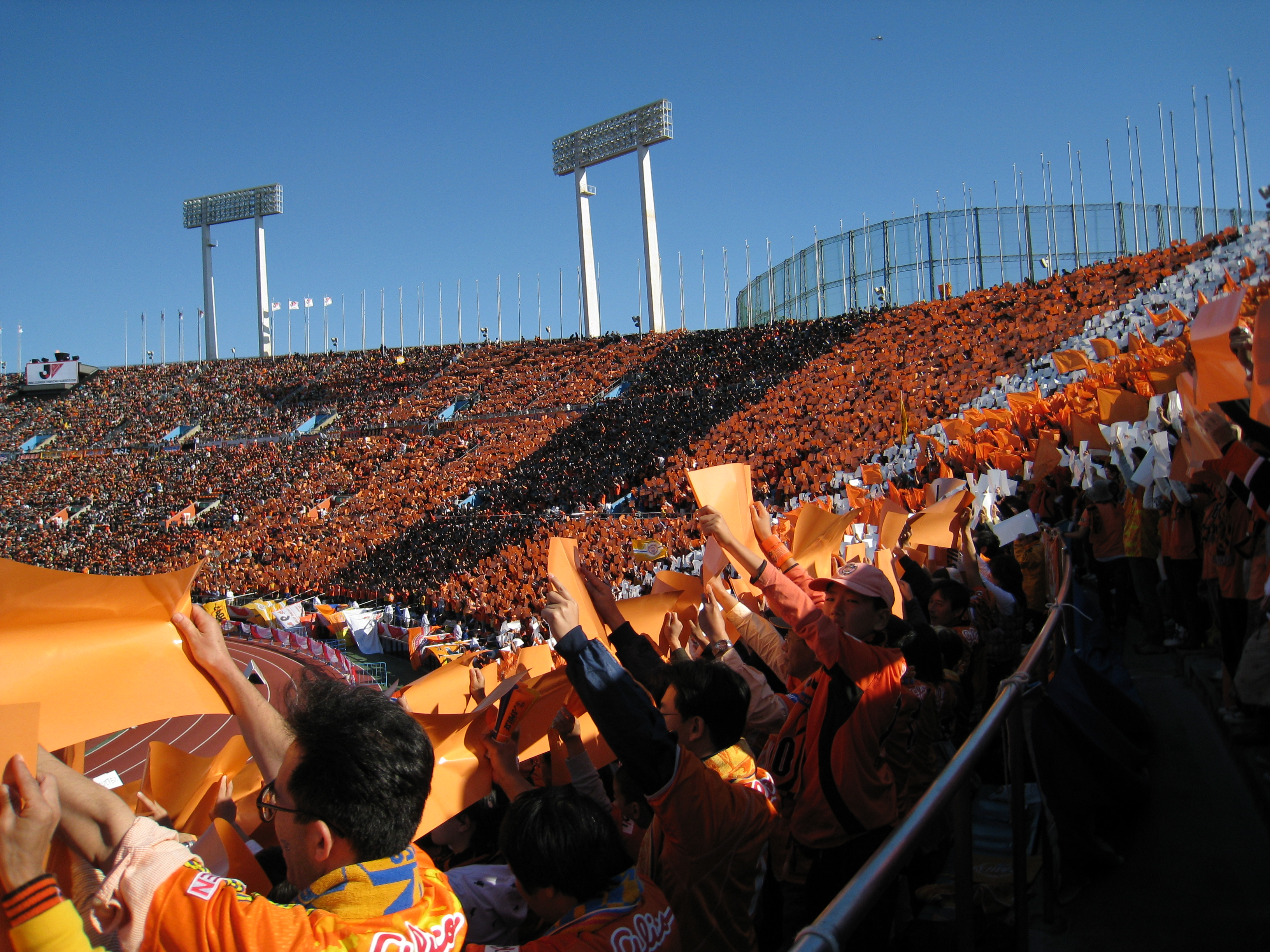
2008年ナビスコカップ決勝時のコレオグラフィー

長谷川体制4年目。リーグ戦は序盤の3連敗が響き、一時は降格圏の順位となったものの、若手の成長もあって終盤追い上げ、年間順位は5位となった。ヤマザキナビスコカップは決勝に進出。大分トリニータと対戦、0-2で敗戦。

#### 2009年
チームスローガン：WE BELIEVE 2009
長谷川体制5年目。横浜FCから太田宏介を、浦和から永井雄一郎を、名古屋からフローデ・ヨンセンを獲得し大型補強に成功。札幌に期限付き移籍していた平岡康裕も復帰。その一方で、高木和道、矢島卓郎、西澤明訓などが移籍。
開幕戦の大宮戦、スコアレスドローに終わり、リーグ開幕戦で初めて無得点に抑えられた。夏場までは引き分けが多い（28節までに11引き分け）ものの、負けないサッカーを展開。特にホームでは負けることがなく、前年から続くリーグ戦ホーム無敗記録を20まで伸ばした（ただし、その間にナビスコカップのホームゲームで山形に敗れている）。9月29日に長谷川健太の監督続投決定。10月3日第28節広島戦で1対1で引き分けるも得失点差で鹿島を上回り首位に立ったが、第29節の負ければJ2降格となる大分にシーズン初の逆転負けをしたのを皮切りに、第30節にはFC東京戦ではシーズン初のリーグ戦ホームでの1-2での黒星になるなど、優勝はおろかACL出場権も得られず最終順位は7位。天皇杯は準決勝で名古屋に敗れた。

#### 2010年

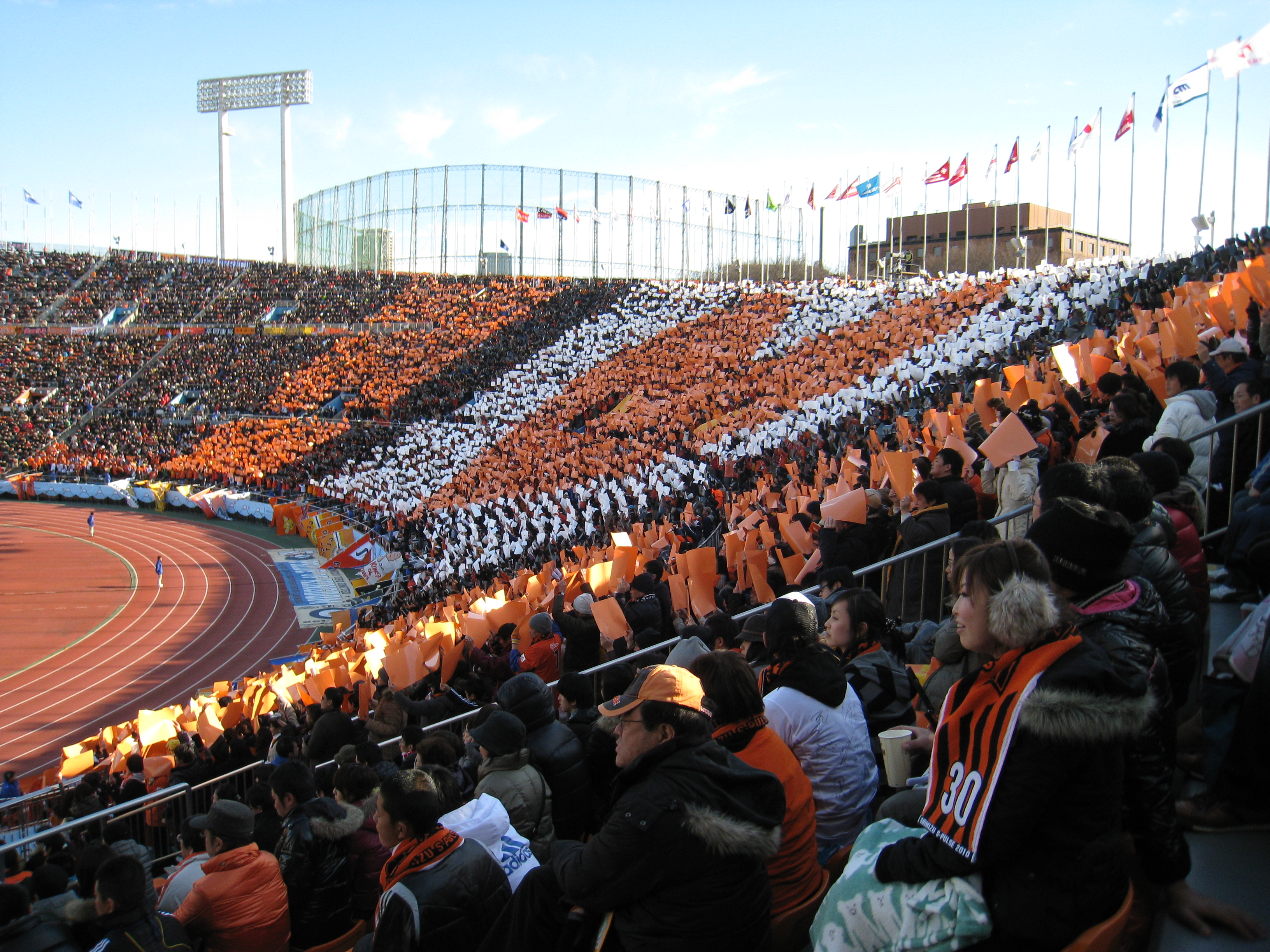
2010年度天皇杯決勝時のコレオグラフィー

チームスローガン：THE CONFIDENCE
長谷川体制6年目。新戦力として千葉からボスナーを、VfLボーフムから小野伸二を獲得。柏に期限付き移籍していた杉山浩太、東京Vに期限付き移籍していた廣井友信が復帰、ユースチームから鍋田亜人夢が加入。第9節の浦和戦で、鹿島、磐田に続き3チーム目のJ1通算300勝の快挙を達成。チームは開幕から独走体制に入り、開幕10戦負けなし。南アフリカW杯中断前の前半戦終了時点では首位での折り返しとなった。しかし、リーグ再開後は調子を落とし、9月に名古屋グランパス戦で優勝争い直接対決に敗れたことで優勝争いから脱落した。最終順位は6位、シーズン終了後長谷川監督退任。天皇杯で準優勝。2度のリーグ優勝争い、3度のカップ戦決勝進出がありながら長谷川健太体制は無冠に終わった。

#### 2011年
チームスローガン：Spirit Up!
長谷川健太の後任監督にはイラン代表監督（当時）のアフシン・ゴトビが就任。東京Vから高木俊幸、湘南から村松大輔、韓国Kリーグ水原から元日本代表高原直泰、ギリシャ・スーパーリーグイラクリスから元日本代表小林大悟、滝川第二高校から樋口寛規、AリーグシドニーFCからオーストラリア代表アレックス・ブロスケをそれぞれ完全移籍で獲得した。
その一方で、伊東輝悦、市川大祐が甲府、青山直晃が横浜FM、西部洋平が湘南へ、フローデ・ヨンセンがオッド・グレンランドへ、それぞれ契約満了後に移籍した。主力であった藤本淳吾が名古屋へ、本田拓也が鹿島へ、岡崎慎司がVfBシュトゥットガルトへ、兵働昭弘が柏へ移籍。スーパーサブであった原一樹が浦和へ移籍、前年のチームは大刷新された。クラブ生え抜きの伊東・市川、前シーズンリーグ戦32試合に出場した西部を含む主力の相次ぐ放出劇は2010年度の赤字転落に伴う人件費圧縮の必要性が背景にあったものだが、このことが結果的にフロントと選手の間に不信感を生じさせ、後年の主力の相次ぐ退団劇や低迷の要因の一つとなったと伝えられている。
開幕戦の柏戦で0-3で大敗したが、小野、高原などの活躍もあり、その後は6勝4分け1敗と好調を維持し上位を伺う位置につけたが、第6節C大阪、第19節広島、第20節新潟と夏場のアウェー3連戦全てを0-4で大敗し3連敗。8月に北京五輪オランダ代表のDFカルフィン・ヨン・ア・ピンと元スウェーデン代表のフレドリック・ユングベリを獲得。ユングベリはホーム名古屋戦で裏街道からアレックスのゴールをアシストしたシーンが話題となった。しかし終盤3連敗、守備に課題を残し、10位でシーズンを終了。
9月、GKコーチの真田雅則が死去。
開幕直後に発生した東日本大震災によるリーグ戦の中断期間中にはJリーグクラブで唯一海外での被災者支援のチャリティーマッチを行い、アヤックス・アムステルダムと対戦。この試合の入場料などの収益と約2週間の募金活動で合計約600万ユーロ（約7億2600万円）をオランダ赤十字を通して義援金として寄付。

#### 2012年
チームスローガン：「一」 One Team, One Mission.
ゴトビ体制2年目。

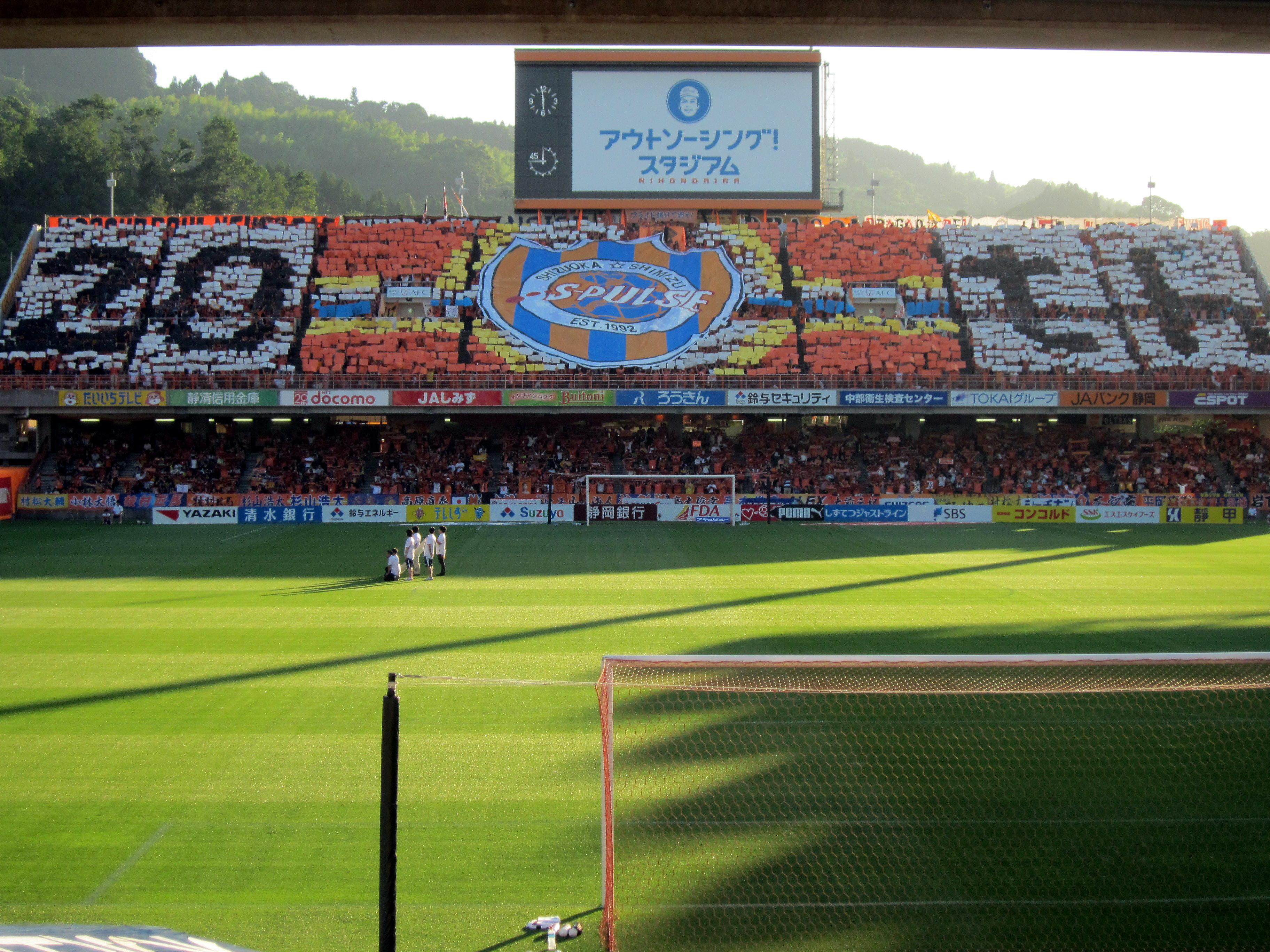
クラブ創設20周年のコレオグラフィー　～第17節 川崎戦にて～

補強は、大分から姜成浩、甲府から吉田豊、ROCシャルルロワ=マルシェンヌ(ベルギー)から林彰洋、FCチョルノモレツ・オデッサ(ウクライナ)からジミー・フランサが完全移籍で加入、犬飼智也、河井陽介、八反田康平、柏瀬暁、白崎凌兵、李記帝が加入。ユース登録の石毛秀樹が2種登録。一方で太田宏介がFC東京、ボスナーが水原三星ブルーウィングスへそれぞれ完全移籍、永井雄一郎が横浜FC、木島悠が大分、山本真希が札幌、児玉新がC大阪、岡根直哉が山形、竹内涼が北九州へ期限付き移籍、熊本へ期限付き移籍していた長沢駿は京都、新潟へ期限付き移籍していた武田洋平はG大阪へ期限付き移籍、熊本に期限付き移籍の廣井友信の期限付き移籍期間が延長。またユングベリは2月14日に契約を双方合意のうえで解除した。
1月、2012アジアスーパーチャレンジカップに出場して準優勝。3月15日、IFFHS（国際サッカー歴史統計連盟）による21世紀のアジアクラブ・ランクで21位となった。Jクラブの中では、G大阪、鹿島、浦和に次いで4位。
リーグ戦、第10節終了時点2位、第11節セレッソ大阪戦から第19節横浜FM戦まで9戦勝利なし（4分5敗）と失速する。シーズン途中に小野伸二がウェスタン・シドニー・ワンダラーズFC、アレックスがアル・アインFC、辻尾真二が広島、岩下敬輔がG大阪、枝村匠馬がC大阪、橘章斗が松本へ移籍、ジミー・フランサが東京Vへ期限付き移籍した一方、三吉聖王や金賢聖、強化指定選手として筑波大学の瀬沼優司が加入。第30節終了時点で4位につけていたが、その後、1分け3敗と4戦未勝利となり最終順位は9位。
ヤマザキナビスコカップは決勝で鹿島に1-2で敗れて準優勝。石毛秀樹がニューヒーロー賞選出。

#### 2013年
チームスローガン：One team, One mission. FORWARD!
ゴトビ体制3年目。愛媛FCから内田健太、札幌から髙原寿康、高木純平、カタール1部のアル・アラビからバレーを完全移籍で獲得。イ・ミンス（湘南）、樋口寛規（FC岐阜）、橘章斗（松本山雅）、岡根直哉（山形）、竹内涼（北九州）、廣井友信（熊本）が期限付き移籍先から復帰、三浦弦太、六平光成、藤田息吹、加賀美翔が新加入。
大前元紀がドイツ・ブンデスリーガのフォルトゥナ・デュッセルドルフへ、高原直泰が東京V、山本海人が神戸、碓井健平が千葉、小林大悟がMLSのバンクーバー・ホワイトキャップスへ移籍。広島へ期限付き移籍していた辻尾真二が大分、G大阪へ期限付き移籍していた武田洋平がC大阪、岩下敬輔が期限付き移籍先のG大阪へ完全移籍、姜成浩が京都へ期限付き移籍、三吉聖王、東京Vへ期限付き移籍していたジミー・フランサ、金賢聖が退団、京都へ期限付き移籍していた長沢駿が松本へ期限付き移籍、C大阪へ期限付き移籍している枝村匠馬の期限付き移籍期間が延長。
シーズン中、バレーが中国スーパーリーグの天津泰達足球倶楽部へ完全移籍、林彰洋が鳥栖へ、犬飼智也が松本、柴原誠、樋口寛規が岐阜、白崎凌兵が富山、柏瀬暁がNASLのニューヨーク・コスモスへ夫々期限付き移籍した一方、柏を退団した三浦雄也、C大阪を退団した村田和哉、鹿島から本田拓也を完全移籍で、Kリーグの水原三星からラドンチッチ、デュッセルドルフへ移籍していた大前元紀を期限付き移籍で獲得。
第1節大宮戦は2-2で引き分け、ゴトビ体制初の開幕戦での得点と勝ち点を得る。しかしその後、横浜FM戦では0-5、広島戦では0-4と大敗する。4月は初勝利となった第5節鳥栖戦を含め無敗で乗り切るものの、5月はリーグ戦2勝3敗、カップ戦2敗と苦戦。
7月、リーグ戦再開後復調。鹿島、甲府、名古屋、鳥栖戦と、ホームでは4試合連続逆転勝利。
最終的にはリーグ戦は9位、ヤマザキナビスコカップはグループリーグ敗退、天皇杯は4回戦敗退。

#### 2014年
チームスローガン：One team, One mission. RISING!
ゴトビ体制4年目。FCユトレヒトから高木善朗、町田から相澤貴志、MLSのD.C. ユナイテッドからカナダ代表のヤコヴィッチ、1.FCケルンからスロベニア代表ノヴァコヴィッチを完全移籍で獲得。長沢駿、樋口寛規、柏瀬暁が期限付き移籍から復帰。
一方で、橘章斗が退団、髙原寿康が町田へ、伊藤翔が横浜FMへ、柴原誠が福島へ完全移籍、内田健太が富山へ、瀬沼優司、岡根直哉、イ・ミンスが栃木SCへ、八反田康平が仙台へ、姜成浩が東京Vへ期限付き移籍（途中で期限付き移籍先が金沢へ変更）、林彰洋が期限付き移籍先の鳥栖へ完全移籍、犬飼智也、白崎凌兵の期限付き移籍期間が延長、C大阪へ期限付き移籍していた枝村匠馬は名古屋へ期限付き移籍、ラドンチッチが期限付き移籍期間満了で大宮へ移籍。
シーズン途中、村松大輔が徳島、樋口寛規が湘南、鍋田亜人夢が福岡へ期限付き移籍したが、ブエノが新加入、栃木SCへ期限付き移籍していた瀬沼優司が復帰。
シーズン序盤から中位から下位を低迷。7月23日のG大阪戦に敗れリーグ戦7戦勝ちなしとなった試合後の緊急ミーティングで、ゴトビ監督が選手に対して「君たちは私を辞めさせるために、わざと無気力な試合をしているのか」と発言したことで、それまで選手起用を巡ってくすぶっていた指揮官と選手の間の亀裂が決定的なものとなり、7月29日付けでアフシン・ゴトビ監督を解任。後任には清水生え抜きでユース監督の大榎克己が就任した。8月9日にホーム通算200勝を達成。大榎の就任後の後半戦はわずか4勝で17位まで順位を落とすが、最終節に甲府に引き分けてJ1残留を確定させた。最終成績10勝6分18敗の勝ち点36、順位は15位。
ナビスコ杯グループリーグ敗退、天皇杯ベスト4。

#### 2015年
チームスローガン：Heat Attack Express Beyond the Limit!
大榎体制2年目。GK杉山力裕が川崎から、GK碓井健平が千葉から、DF鎌田翔雅が湘南から、FW澤田崇が熊本からいずれも完全移籍（碓井は3年ぶりの復帰）。期限付き移籍していたDF内田健太が富山から、DF村松大輔が徳島から、DF犬飼智也が松本から、MF枝村匠馬が神戸から、MF八反田康平が仙台から、MF白崎凌兵が富山から、それぞれ復帰。DF水谷拓磨、MF宮本航汰、FW北川航也が清水ユースから昇格、DF松原后が浜松開成館高校から新加入。一方、GK相澤貴志が徳島へ、GK三浦雄也が長崎へ、DF廣井友信が金沢、DF吉田豊が鳥栖へ、DFイ・キジェがニューカッスル・ジェッツへ、FW高木俊幸が浦和、FWノヴァコヴィッチが名古屋へいずれも完全移籍。MF藤田息吹とFW瀬沼優司が愛媛へ、DFブエノは神戸へレンタル移籍、柏瀬暁が契約満了で退団。
2004年以来11年ぶりの2ステージ制となった本年は、1stステージを3勝4分10敗の勝ち点13の最下位とクラブ史上最低の成績となり、7月8日に長沢がG大阪へ完全移籍した後、鄭大世が完全移籍で加入したが、2ndステージ第5戦目後に成績不振を理由に大榎克己が監督を辞任。後任に大分監督退任後にヘッドコーチに就任していた田坂和昭が就任。8月に角田誠が期限付き移籍で加入したが、10月17日の2ndステージ第14節・仙台戦に敗れ、15位新潟がその日の夜の試合に勝利したことから年間順位16位以下が確定、クラブ史上初のJ2降格が決定した。2ndステージ第13節から、シーズン4度目の年間通算最下位となっていたが、同16節、同じくJ2降格が決定していた山形に勝利、2ndステージ2勝目を挙げると同時に年間通算勝点で山形に並び、最終節甲府戦で引き分け、同節で山形が敗れたことにより、年間最終順位で山形を抜き17位に終わった。シーズン終了をもって田坂が監督を辞任。
ナビスコ杯は2勝4敗でグループリーグ、天皇杯は2回戦で藤枝にそれぞれ敗退。

### 2016年（J2）
チームスローガン：RESTART  NO GUTS, NO WIN.
前徳島の小林伸二が監督就任。
ピーター・ウタカが広島へ、櫛引政敏が鹿島へ、平岡康裕が仙台へ、村松大輔が神戸へ、宮本航汰が長崎へ期限付き移籍したほか、ブエノが鹿島へ、高木純平が東京Vへ、カルフィン・ヨン・ア・ピンが町田へ完全移籍。藤田息吹と内田健太が期限付き移籍先の愛媛へ、相模原へ期限付き移籍していた樋口寛規が福島へ完全移籍。瀬沼優司と高木善朗の期限付き移籍期間が延長した。
一方で、期限付き移籍していた角田誠と福村貴幸が完全移籍、川崎から6年ぶりに西部洋平が完全移籍で復帰、新潟から川口尚紀、広島からビョン・ジュンボンを期限付き移籍で獲得し、さらには東海学園高校から光崎伸が入団した。シーズン中には、徳島から長谷川悠、長崎から植草裕樹、仙台から二見宏志を完全移籍、広島からキム・ボムヨンを期限付き移籍で獲得。専修大学から飯田貴敬を特別指定選手として登録。その一方で、水谷拓磨がFC今治へ、加賀美翔が藤枝へ期限付き移籍。
序盤戦はJリーグ参入後初めて戦うJ2での戦いに不慣れなことに加え、大前が負傷により長期離脱を強いられ、第2、3、6、9-11節終了時以外はプレーオフ圏外の7位以下になるなど低迷したものの、第20節終了時以降は第24節終了時を除き6位以上をキープ、特に第25節以降の18試合では15勝1分2敗で、年間勝点84の半分以上となる勝点46を挙げ上位を猛追、第33節ではJ1自動昇格圏の2位松本との直接対決に敗れ5位に後退、勝点差も7に広がったが、第34節からは連勝を重ね、第35節終了時に4位、第37節終了時に3位と徐々に順位を上げ、41節に松本と勝点で並び、得失点差で大幅に上回るため松本と入れ替わり遂にJ1自動昇格圏内の2位に浮上、最終節にも勝利し最終的には9連勝で札幌に次ぐ2位となり1年でのJ1復帰を決めた。第15節群馬戦、当時のJ2最多得点差となる8-0で大勝している。

### 2017年〜2022年（J1）

#### 2017年
チームスローガン：FROM NOW ON!! WE ARE THE ONE.
小林体制2年目。大前元紀が大宮へ完全移籍したのをはじめ、澤田崇が長崎、八反田康平が名古屋、本田拓也が山形、三浦弦太がG大阪、杉山力裕が福岡へ、平岡康裕（仙台）、高木善朗（東京V）が期限付き移籍先へ完全移籍、ピーター・ウタカはサンフレッチェ広島へ完全移籍の後FC東京へ期限付き移籍、福村貴幸が岐阜、石毛秀樹がファジアーノ岡山、鹿島へ期限付き移籍していた櫛引政敏が岡山、碓井健平が町田、愛媛へ期限付き移籍していた瀬沼優司が山形へ期限付き移籍、宮本航汰は期限付き移籍していた長崎との期限付き移籍期間延長。川口尚紀は期限付き移籍期間満了、藤枝へ期限付き移籍していた加賀美翔は契約満了で退団した。
一方で、仙台から六反勇治を完全移籍で、広島から新潟で昨年プレーした野津田岳人を期限付き移籍で獲得。立田悠悟がユースから昇格、専修大学から飯田貴敬が加入。タイのチョンブリーFCからカヌを、 ポルトガルのGDシャヴェスからフレイレを獲得。また、神戸に期限付き移籍していた村松大輔が期間満了で復帰した。
さらに、シーズン途中にサウジアラビアのアル・ヒラルからチアゴ・アウベスを期限付き移籍で獲得。それに伴い、外国人枠を空けるため広島から期限付き移籍で加入していたキム・ボムヨンを完全移籍で獲得したうえで千葉へ期限付き移籍した。また、シーズン途中野津田岳人は広島からのレンタル終了、仙台へレンタル移籍、広島から清水航平をレンタルで、またアルシャルージャから増田誓志を完全移籍で獲得した。
2年ぶりのJ1の戦いは、前半17試合を3勝6分け8敗で13位でターン、後半は8戦勝ちなし（3分5敗）などで15位まで順位を落とし、最終節敗れればJ2降格の可能性もあった中、最終節の神戸戦に勝利し、14位でJ1残留を決めた。シーズン終了後チームの成績低迷を理由に小林監督を解任した。さらに柏への期限付き移籍の2年を除く13年在籍していた杉山浩太が現役引退した。

#### 2018年
チームスローガン：BACK TO THE BASIC 徹底
前広島監督のヤン・ヨンソンが監督に就任。犬飼智也が鹿島、カヌがタイ・スパンブリーFC、岡山へ期限付き移籍していた櫛引政敏が山形、町田へ期限付き移籍していた碓井健平が九州1部・沖縄SV、金沢へ期限付き移籍していたビョン・ジュンボンが甲府、千葉へ期限付き移籍していたキム・ボムヨンが兵役のため韓国・水原FC、瀬沼優司（山形）、福村貴幸（岐阜）が期限付き移籍先へ完全移籍、枝村匠馬が福岡、長崎へ期限付き移籍していた宮本航汰が岐阜へ期限付き移籍、チアゴ・アウベスは期限付き移籍期間満了、村松大輔、光崎伸が契約満了で退団した。なお、チアゴアウベスはアル・ヒラルから全北現代へ移籍、村松大輔はギラヴァンツ北九州へ加入した。
一方で、甲府から8年ぶりに復帰の兵働昭弘、オーストラリア・ウェスタン・シドニー・ワンダラーズFCから楠神順平、中国・天津泰達足球倶楽部からファン・ソッコを完全移籍で、ポルトガル・SCブラガから昨年仙台に在籍していたクリスランを期限付き移籍で獲得。JFL・今治へ期限付き移籍していた水谷拓磨、岡山へ期限付き移籍していた石毛秀樹が期限付き移籍期間終了で復帰、伊藤研太、滝裕太、平墳迅がユースから昇格、呉少聰、新井栄聡、髙橋大悟が新加入した。
シーズン途中に、トルコのアランヤスポルからドウグラスを完全移籍で獲得。呉少聰が京都、清水航平が甲府、楠神順平が山形へそれぞれ期限付き移籍。
開幕戦〜第4節まで2勝2分得失点差+4で、4節終了時点で暫定3位。第5節・横浜FM戦で今シーズンJ1リーグ初黒星を記録。第6節の磐田とのダービーに引き分け、第7節〜第9節まで3連敗し、暫定13位に順位を落とした。第10、11節で連勝し暫定順位を7位に押し上げる。第12、13節で連敗、第14節で白星を挙げるが、第15節で川崎に敗れ、暫定10位・5勝3分7敗 得失点差-2でリーグ中断を迎えた。中断明けの第16節〜19節まで3連勝し、1試合少ないながらも暫定8位へ順位を上げた。第20〜27節 まで2勝1分6敗と低迷。暫定順位を12位へ落とした。第28〜30節まで3連勝し、第29節の磐田戦では5-1と大勝した。第31〜34節は1勝3分だったものの、第33、34節ではそれぞれ3-3、4-4での引き分けで、2018シーズンのチーム別得点数では首位川崎と1差、横浜FMと同じく2位タイ・56得点と昨年の36得点から大きく上昇した。最終成績は14勝7分13敗 得失点差+8で8位。
兵働昭弘、植草裕樹が今シーズン限りで現役を引退し、クラブスタッフに就任。

#### 2019年
チームスローガン：BACK TO THE BASIC 徹底
ヨンソン体制2年目。角田誠と長谷川悠が長崎、フレイレが湘南、白崎凌兵が鹿島、村田和哉が柏、ミッチェル・デュークがウェスタン・シドニー・ワンダラーズFC、呉少聰が広州恒大へ完全移籍。新井栄聡が金沢、増田誓志がソウルイーランドFC、清水航平が甲府から広島へ期限付き移籍。宮本航汰が岐阜との期限付き移籍期間を延長。福岡へ期限付き移籍していた枝村匠馬が契約満了で退団。
一方で、長崎から中村慶太、川崎からエウシーニョ、ブラジルのSEパルメイラスからヘナト・アウグストを完全移籍、ブラジルのアトレチコ・パラナエンセからヴァンデルソンを期限付き移籍で獲得。高木和徹がジェフ千葉、楠神順平が山形との期限付き移籍期間を満了して復帰。梅田透吾がユースから昇格。西澤健太が筑波大学から新加入。
クラブ史上初めて背番号「10」が欠番となる。
開幕からけが人が続出。J1第11節終了時点でリーグワーストの26失点を記録し、自動降格圏内である17位と低迷。5月12日、ヨンソンを解任。5月14日、コーチを務めていた篠田善之が監督に就任。
シーズン途中の7月、アル・ナスルからジュニオール・ドゥトラ、大分から福森直也、福岡から吉本一謙、8月には鳥栖から大久保択生をいずれも完全移籍で獲得する一方、7月7日には西村恭史がJ2岡山へ、8月15日には髙橋大悟がJ3北九州へ、いずれも育成型期限付き移籍で移籍。
8月17日、ホームで行われた対札幌戦で0-8で敗戦し、クラブ最多失点記録を樹立。
第33節終了時で16位湘南と勝点差1で最終節まで残留争いに巻き込まれたものの、最終節鳥栖戦に勝利したことにより、12位でシーズンを終えたが、失点69および得失点差-24はいずれも同年のJ1全チーム中最悪となった。

#### 2020年
チームスローガン：RE-FRAME
クラブの改革の年となり、新社長として千葉ロッテマリーンズから山室晋也、新GMとしてセレッソ大阪から大熊清、新監督として横浜F・マリノスからピーター・クラモフスキー、コーチ陣複数名が就任。
この年よりエンブレムとロゴがリニューアルされた。2018年から始めたリブランディングプロジェクトのその一つとして計画されたものである。
松原后がシント＝トロイデンVV、鎌田翔雅がブラウブリッツ秋田、飯田貴敬が京都サンガF.C.、二見宏志がV・ファーレン長崎、清水航平がサンフレッチェ広島F.C、水谷拓磨がAC長野パルセイロ、ドウグラスがヴィッセル神戸へ完全移籍。楠神順平、増田誓志が契約満了で退団。高木和徹がV・ファーレン長崎、六反勇治が横浜FC、髙橋大悟がギラヴァンツ北九州へレンタル移籍。
一方で、アメリカ・デ・カリからネト・ヴォルピ、セアラーSCからヴァウド、名古屋グランパスエイトから金井貢史、大宮アルディージャから奥井諒、ムアントン・ユナイテッドFCからティーラシン・デーンダー、大分トリニータから後藤優介を完全移籍、FC東京から岡崎慎をレンタル移籍、ユースからノリエガ・エリック、川本利誉、市立船橋高校から鈴木唯人、三菱養和SCユースから栗原イブラヒム・ジュニアを獲得。
クラモフスキー監督就任後2試合でリーグは中断。中断前の二試合こそ、敗れはしたものの今後の希望が見える試合だったが、リーグ再開後は低迷。25節までで連勝はなく、3勝5分け17敗、クラブワーストタイとなる7連敗も記録した。
シーズン途中の11月にクラモフスキー、今矢コーチ、安野フィジカルコーチと契約解除。コーチである平岡宏章が監督就任。平岡は初陣からチームを勝利に導き、9試合で4勝2分け3敗を記録。33節終了時点では最下位だったが最終節で2位のガンバ大阪に勝利し、同日に行われた勝ち点1・2差で16位・17位に着けるベガルタ仙台と湘南ベルマーレの直接対決が引き分けとなったため本来ならJ2プレーオフ勝者との入れ替え戦を行う16位でシーズンを終了、失点数は前シーズンを上回りJ1チーム最悪の70失点となった。

#### 2021年
チームスローガン：PENETRATE 突き破れ。
新監督に前C大阪監督のミゲル・アンヘル・ロティーナが就任。平岡監督はコーチへ復帰した。
吉本一謙が引退。ティーラシンがBGパトゥム・ユナイテッドFC、ファン・ソッコが鳥栖、金井貢史が甲府、六平光成・西村恭史が北九州、川本梨誉・梅田透吾が岡山、西部洋平が富山、平墳迅がJFLの鈴鹿ポイントゲッターズ、伊藤研太が沖縄SVへ移籍。ネト・ヴォルピ・ジュニオール・ドゥトラは退団した。
その一方で積極的な立ち回りを見せ、CDサンタ・クララからチアゴ・サンタナ、コリチーバFCからウィリアム・マテウス、ポルティモネンセSCから日本代表GK権田修一、C大阪から片山瑛一、大分から主将鈴木義宜、鳥栖からU-23日本代表MF原輝綺、北九州から昨季J2得点ランキング2位のディサロ燦シルヴァーノ、横浜FCから中山克広、湘南から指宿洋史、松本から永井堅梧を獲得。
大型補強を展開したシーズンであったがチームは低迷。6月に広島から井林章、7月にFCチューリッヒからベンジャミン・コロリ、CRフラメンゴからホナウド、8月に鳥栖から松岡大起、神戸から藤本憲明を獲得。
第34節FC東京戦で0-4と大敗し、3連敗を喫した翌日の11月4日、ロティーナ監督、イヴァン・パランコヘッドコーチ、トニ・ヒル・プエルトフィジカルコーチ、小寺真人分析兼通訳との契約を解除し、再び平岡宏章監督が就任する事を発表した。最終節のセレッソ大阪戦で勝利を収め最終順位は14位。シーズン終了後、平岡監督が2022シーズンも続投すると発表された。

#### 2022年
チームスローガン：HERE GOES!
平岡体制2年目。
高木和徹が東京ヴェルディ、中村慶太が柏レイソル、金子翔太がジュビロ磐田、石毛秀樹がガンバ大阪、指宿洋史がアデレード・ユナイテッド、奥井諒がVファーレン長崎、河井陽介がファジアーノ岡山にそれぞれ完全移籍した。
その一方で柏レイソルから神谷優太、徳島ヴォルティスから岸本武流、鹿島アントラーズから白崎凌兵が完全移籍で加入した。また、筑波大から山原怜音、静岡学園から川谷凪が新加入し、ユースから菊地脩太が昇格。SC相模原から成岡輝瑠、ギラヴァンツ北九州から髙橋大悟、鈴鹿ポイントゲッターズから栗原イブラヒム・ジュニアがそれぞれ復帰した。
5月には千葉寛汰がFC今治、加藤拓己がSC相模原、栗原イブラヒム・ジュニアが福島ユナイテッド FC、菊地がVファーレン長崎へそれぞれ育成型期限付き移籍した。
チームは第2節アウェー磐田戦でシーズン初勝利で同節終了時に3位となった。5月29日のアウェー柏戦で敗戦し3連敗となった翌日に平岡監督を解任。後任にはブラジル2部のヴァスコ・ダ・ガマで指揮を執っていたブラジル人のゼ・リカルドが就任。
6月にファジアーノ岡山から梅田透吾が復帰し、SKラピード・ウィーンから北川航也が3年ぶりに復帰。7月には新外国人選手としてフォルタレーザECからヤゴ・ピカチュウを獲得し、さらに6月にC大阪を退団した元日本代表の乾貴士を獲得した。
第23節からシーズン初の2連勝を含む5試合負けなしで、第27節ホーム京都戦に勝利し、同節終了時には11位まで浮上、降格圏の17位神戸に勝点差7をつけていたものの、第32節終了時点で17位に転落、台風15号の影響で延期された第31節ホーム磐田戦を引き分け一旦16位までは浮上したものの、最終2戦を連敗、結局9月以降の7試合で1勝も出来ず2分5敗で17位に終わり、2016年以来7年ぶりのJ2降格となった。先に降格が決まっていた最下位磐田と同時の降格となり、Jリーグ史上初、JSL時代を含めても1980年のJSL以降初めてトップディビジョンに静岡県のチームが不在となる事態となった。一方で、J3リーグでは同じく静岡県の藤枝MYFC（藤枝市、焼津市など）が自動昇格圏内である2位でシーズンを終えたため、2023年のJ2リーグは静岡県勢のJリーグクラブの4チーム中、アスルクラロ沼津を除いた3チーム（清水・磐田・藤枝）が所属することになった。
総得点は44で10位ながら、失点は54でワースト3位だった。チアゴ・サンタナがクラブ史上初の得点王に輝いた。J2降格のクラブから得点王が出たのは史上初の出来事で、また14ゴールでの得点王は歴代最少となった。
12月には、スペインのRCDマジョルカと業務提携を行った。

### 2023年～2024年（J2）

#### 2023年
チームスローガン：STRONG WILL
ゼ・リカルド監督体制2年目。
石野智顕GKコーチ（長崎GKコーチに就任）、篠田善之コーチ（甲府監督に就任）などが退団し、昨年まで水戸の監督だった秋葉忠宏、市川大祐らがコーチに就任した。
栗原イブラヒム・ジュニア（SC相模原へ移籍）、後藤優介（モンテディオ山形へ移籍）が契約満了で退団。立田悠悟、片山瑛一が柏レイソルに、髙橋大悟がFC町田ゼルビアにいずれも完全移籍、永井堅梧が横浜FCに、ヤゴ・ピカチュウがフォルタレーザECに期限付き移籍した。一方で北爪健吾、高橋祐治が柏レイソルから、また9年振りに吉田豊が名古屋グランパスから完全移籍で加入、前年シーズン途中にモンテディオ山形に期限付き移籍していたディサロ燦シルヴァーノが復帰、日大藤沢高校から森重陽介、法政大学から落合穀人、早稲田大学から監物拓歩、中央学院大学から阿部諒弥が加入した。ユースからは安藤阿雄依が昇格した。
3月29日、松岡大起がグレミオ・ノヴォリゾンチーノ（ブラジル）へ期限付き移籍した。また夏にはディサロは湘南へ完全移籍し、千葉寛汰はFC今治へ、齊藤聖七は相模原へ、成岡は山口へそれぞれ期限付き移籍し、グラスホッパーズから原とRCストラスブールから鈴木が期限付き移籍先からそれぞれ復帰した（鈴木は8月12日にブレンビーIFへ完全移籍）。
開幕からクラブワースト記録を更新する7戦未勝利と低迷し、4月3日に成績不振のためゼ・リカルド監督の契約を解除する事を発表。後任には秋葉忠宏コーチが監督に昇格。監督の途中交代は5年連続となる。監督交代後は成績が好転し、14試合負けなしのクラブ記録を樹立した が、最終節で水戸に引き分けたため自動昇格を逃した。昇格プレーオフでは準決勝で6位山形と対戦し、スコアレスドローで規定により決勝進出を果たしたが、決勝では東京Vに1-1の引き分けで終え規定によりリーグ戦の上位の東京Vが昇格したため、1年でのJ1復帰は果たせなかった。また、J2残留及び2年連続J2はクラブ史上初となる。
1997年からホームスタジアムにてスタジアムDJを務めてきた鈴木克馬が今季を持って退任することが発表された。後任は仲田雄一。

#### 2024年
チームスローガン：ONE FAMILY
秋葉体制2年目。
コーチに前福島監督の依田光正が就任。
大久保択生（いわてグルージャ盛岡に移籍）、井林章（鹿児島ユナイテッドFCに移籍）、神谷優太（江原FC／韓国に移籍）、 ベンジャミンコロリ、ヘナトアウグストが契約満了で退団。竹内涼がファジアーノ岡山、滝裕太が松本山雅FC、中山克広が名古屋グランパス、西村恭史が期限付き移籍先のAC長野パルセイロ、鈴木義宜が京都サンガF.C.に完全移籍。ファジアーノ岡山から川谷凪が復帰した。サンフレッチェ広島から住吉ジェラニレショーン、鹿島アントラーズから中村亮太朗、FC東京から蓮川壮大が期限付き移籍、鹿島アントラーズから沖悠哉が完全移籍で加入、サントスFCからルーカスブラガが期限付き移籍で加入した。また、シーズン途中にコジャエリスポルからドウグラスタンキが完全移籍で加入、アブドゥル＝アジズ・ヤクブが リオ・アヴェから完全移籍で加入した。
2024年10月27日、栃木SCと敵地で対戦し1-0で清水が勝利を収め、3年振りのJ1昇格を決めた。
2024年11月3日、いわきFCとホームで対戦し1-0で清水が勝利を収め、初のJ2優勝に輝いた。

### 2025年（J1）
チームスローガン：ONE FAMILY 2025
秋葉体制3年目。
権田修一が契約満了で退団。永井堅梧が徳島ヴォルティス、成岡輝瑠がレノファ山口FC、西澤健太がサガン鳥栖、原輝綺が名古屋グランパスに、白崎凌兵、オ・セフンが期限付き移籍先のFC町田ゼルビアにそれぞれ完全移籍。ルーカス・ブラガ、中村亮太朗が期限付き移籍期間満了。
一方で、昌平高校から佐々木智太郎、大津高校から嶋本悠大、
大分トリニータから羽田健人と弓場将輝、セレッソ大阪からカピシャーバ、ソウルイーランドFCから小塚和季、グアラニFCから
マテウス・ブエノ、FC スパルタク・ヴァルナからアフメド・アフメドフがそれぞれ完全移籍で、サガン鳥栖から中原輝が期限付き移籍で加入した。また、昨シーズンより期限付き移籍で加入していた蓮川壮大、住吉ジェラニレショーン、宇野禅斗が完全移籍に移行した。期限付き移籍より齊藤聖七が復帰、ユースからは西原源樹、小竹知恩が昇格。
2月14日、アブドゥル＝アジズ・ヤクブが青島西海岸足球倶楽部に期限付き移籍することが発表された。
カルリーニョス・ジュニオとは今季の契約を結ばないことを発表していたが
、2月27日にジェフユナイテッド市原・千葉と契約したことが発表された。

## タイトル

### 国内タイトル
- J1リーグ
  - 2ndステージ：1回
    - 1999
- J2リーグ：1回
  - 2024
- Jリーグカップ：1回
  - 1996
- 天皇杯 JFA 全日本サッカー選手権大会：1回
  - 2001
- スーパーカップ：2回
  - 2001, 2002

### 国際タイトル
- アジアカップウィナーズカップ：1回
  - 2000

### 表彰
J1リーグ
- 最優秀選手賞 (MVP)
  - 1999年  アレックス

ベストイレブン
  - 1993年  堀池巧
  - 1999年  真田雅則、 斉藤俊秀、 森岡隆三、  アレックス、 伊東輝悦、 澤登正朗
  - 2009年  岡崎慎司
  - 2010年  藤本淳吾
  - 2022年  チアゴ・サンタナ

得点王
  - 2022年  チアゴ・サンタナ

新人王/ベストヤングプレーヤー賞
  - 1993年  澤登正朗
  - 1996年  斉藤俊秀
  - 2006年  藤本淳吾

最優秀監督賞
  - 1998年  オズワルド・アルディレス
  - 1999年  スティーブ・ペリマン

フェアプレー賞
  - 1998年 フェアプレー特別賞
  - 2008年 フェアプレー賞 高円宮杯

フェアプレー個人賞
  - 2003年  池田昇平
  - 2007年  伊東輝悦
  - 2011年  太田宏介
  - 2014年  平岡康裕

J2リーグ
ベストイレブン
- 2023年  権田修一、 鈴木義宜、 乾貴士
- 2024年  乾貴士、  住吉ジェラニレショーン、 山原怜音

最優秀ゴール賞
- 2016年  白崎凌兵
- 2023年  乾貴士

フェアプレー個人賞
- 2023年  権田修一

優勝監督賞
- 2024年  秋葉忠宏

MYアウォーズ
- ベストゴール
  - 2016年  白崎凌兵　（J2・34節 C大阪戦）

ベストアシスト
  - 2016年  鄭大世　（J2・42節 徳島戦）

J2 MVP
  - 2016年  鄭大世
- J2 ベストイレブン
  - 2016年  角田誠、 松原后、 犬飼智也、 白崎凌兵、 鄭大世

Jリーグカップ
- 最優秀選手 (MVP)
  - 1996年  カルロス・サントス

ニューヒーロー賞
  - 1996年  斉藤俊秀
  - 2012年  石毛秀樹

アジアサッカー連盟(AFC)
- アジアサッカー連盟(AFC)月間最優秀チーム賞
  - 1998年8月

アジアサッカー連盟(AFC)月間最優秀ゴール賞
  - 1999年12月  澤登正朗　（Jリーグチャンピオンシップ 第1戦）

アジアカップウィナーズカップ最優秀選手賞 (MVP)
  - 2000年  アレックス

アジア年間最優秀ユース選手賞
  - 2011年  石毛秀樹（清水エスパルスユース）

その他表彰
- 功労選手賞
  - 2002年  カルロス・サントス
  - 2006年  澤登正朗

ベストピッチ賞
  - 2004年 静岡市清水日本平運動公園球技場
  - 2008年 静岡市清水日本平運動公園球技場
  - 2009年 アウトソーシングスタジアム日本平
  - 2010年 アウトソーシングスタジアム日本平
  - 2011年 アウトソーシングスタジアム日本平
  - 2012年 アウトソーシングスタジアム日本平
  - 2013年 IAIスタジアム日本平
  - 2014年 IAIスタジアム日本平
  - 2015年 IAIスタジアム日本平

最優秀育成クラブ賞
  - 2015年

### その他受賞
- 日本年間最優秀選手賞（フットボーラー・オブ・ザ・イヤー）
  - 1999年  澤登正朗
- 日本プロスポーツ大賞
  - 1996年   斉藤俊秀(新人賞)
  - 2006年   藤本淳吾(新人賞)

## クラブ記録

### 連勝記録
- J1リーグ戦
  - 9試合 【1993年7月31日 NICOS第2節 対広島 - 1993年11月6日 NICOS第10節 対広島】
  - 9試合 【1994年3月26日 サントリー第5節 対V川崎 - 1994年4月30日 サントリー第13節 対平塚】
- J2リーグ戦
  - 9試合 【2016年10月2日 第34節 対C大阪 - 2016年11月20日 第42節 対徳島】

### 連敗記録
- 7試合 【1996年5月4日 J1 第12節 対浦和 - 1996年9月7日 J1 第18節 対V川崎】

### 連続無敗記録
- 14試合 【2023年7月1日 J2 第23節 対長崎 - 2023年9月24日 J2 第36節 対甲府】

### 連続未勝利記録
- 14試合 【2022年9月3日 J1第28節 対広島 - 2023年4月1日 J2第7節 対甲府】

### 最多得点記録
- J1リーグ戦
  - 6-0 【1998年9月12日 2nd第4節 対福岡】
  - 6-3 【2001年10月13日 2nd第8節 対神戸】
  - 6-3 【2010年8月1日 第16節 対湘南】
  - 6-4 【2013年10月19日 第29節 対鳥栖】
  - 6-0 【2019年9月29日 第27節 対湘南】
- J2リーグ戦
  - 9-1 【2023年5月7日 第14節 対いわき】

### 最多失点記録
- J1リーグ戦
  - 0-8 【2019年8月17日 第23節 対札幌】

### 連続得点記録
- J1リーグ戦
  - 21試合 【2009年5月5日 第10節 対千葉 - 2009年10月25日 第30節 対FC東京】

### 連続失点記録
- J1リーグ戦
  - 16試合 【2005年7月13日 第16節 対FC東京 - 2005年11月20日 第31節 対柏】

### 連続無失点記録
- J1リーグ戦
  - 6試合 【1993年8月4日 NICOS第3節 対横浜M - 1993年8月28日 NICOS第8節 対V川崎】

## 個人記録

### リーグ戦通算出場記録
- 450試合出場
  -  伊東輝悦 - 483試合 (引退)
- 350試合出場
  -  澤登正朗 - 381試合 (引退)
- 300試合出場
  -  市川大祐 - 325試合 (引退)
- 250試合出場
  -  森岡隆三 - 277試合 (引退)
  -  枝村匠馬 - 254試合(引退)
  -  大榎克己 - 252試合 (引退)
- 200試合出場
  -  斉藤俊秀 - 244試合 (引退)
  -  真田雅則 - 243試合 (引退)
  -  西部洋平 - 210試合 (引退)
  -  長谷川健太 - 207試合 (引退)
  -  河井陽介 - 205試合
- 150試合出場
  -  三都主アレサンドロ - 198試合 (引退)
  -  大前元紀 - 192試合
  -  久保山由清 - 184試合 (引退)
  -  堀池巧 - 180試合 (引退)
  -  戸田和幸 - 175試合 (引退)
  -  竹内涼 - 172試合
  -  カルロス・サントス - 160試合 (引退)
  -  兵働昭弘 - 157試合 (引退)
  -  高木和道 - 156試合 (引退)

※2020年2月現在。J2リーグの出場も含む。

※試合数は清水エスパルス在籍時のみを記載。

### リーグ戦通算最多得点
- 85得点 -  澤登正朗 【1993-2005】

### リーグ戦シーズン最多得点
- J1リーグ
  - 22得点 -  トニーニョ 【1994年】
- J2リーグ
  - 26得点 -  鄭大世 【2016年】(J2得点王)

### リーグ戦シーズン連続得点
- 13シーズン -  澤登正朗 【1993-2005】

### リーグ戦連続試合得点
- J1リーグ
  - 7試合 -  ドウグラス 【2019年】
- J2リーグ
  - 7試合 -  鄭大世 【2016年】

### リーグ戦連続試合出場
- 145試合 -  真田雅則 【1995年-2000年】

### リーグ戦連続無失点
- 731分 -  シジマール 【1993年】

### リーグ戦最年少出場
- 17歳2ヶ月 -  西原源樹 【2024年】

### リーグ戦最年少得点
- 17歳4ヶ月 -  西原源樹 【2024年】

### リーグ戦最年長出場
- 39歳11ヶ月 -  カルロス・サントス　【2000年】

### リーグ戦最年長得点
- 39歳7ヶ月 -  カルロス・サントス 【2000年】

### 記念ゴール
- J1リーグ記録
  - 7,500得点目 -  久保山由清 【2001年11月3日 2nd第12節 対市原】
  - 15,000得点目 -  辻尾真二 【2011年5月22日 第12節 対大宮】
  - 20,000得点目 -  金子翔太【2017年4月21日 第8節 対川崎】
- J2リーグ記録
  - 15,000得点目 -  鄭大世【2016年7月24日 J2第25節 対千葉】
- クラブ記録
  - 1得点目 -  エドゥ 【1993年5月16日 サントリー第1節対横浜フリューゲルス】
  - 50得点目 -  澤登正朗 【1993年11月27日 NICOS第15節 対浦和レッズ】
  - 100得点目 -  岩下潤 【1994年8月31日 NICOS第6節 対横浜マリノス】
  - 150得点目 -  三浦泰年 【1995年6月28日 サントリー第20節 対ガンバ大阪】
  - 200得点目 -  澤登正朗 【1995年11月25日 NICOS第26節 対サンフレッチェ広島】
  - 250得点目 -  伊東輝悦 【1996年11月30日 第30節 対ジュビロ磐田】
  - 300得点目 -  伊東輝悦 【1997年11月27日 2nd第15節 対ヴィッセル神戸】
  - 350得点目 -  澤登正朗 【1998年9月19日 2nd第6節 対京都パープルサンガ】
  - 400得点目 -  安永聡太郎 【1999年5月15日 1st第13節 対ジェフ市原】
  - 450得点目 -  アレックス 【2000年5月27日 1st第15節 対ジュビロ磐田】
  - 500得点目 -  吉田康弘 【2001年9月15日 2nd第5節 対コンサドーレ札幌】
  - 600得点目 -  久保山由清 【2004年4月14日 1st第5節 対浦和レッズ】
  - 700得点目 -  枝村匠馬 【2006年7月29日 第16節 対ジュビロ磐田】
  - 800得点目 -  オウンゴール 【2008年6月28日 第14節 対京都サンガ】
  - 900得点目 -  ヨンセン 【2010年5月5日 第10節 対京都サンガ】
  - 1,000得点目 -  大前元紀 【2012年7月14日 第18節 対柏レイソル】
  - 1,100得点目 -  本田拓也 【2014年9月27日 第26節 対大宮アルディージャ】
  - 1,200得点目 -  鄭大世 【2016年8月7日 J2第27節 対コンサドーレ札幌】
  - 1,300得点目 -  金子翔太 【2018年8月19日 J1第23節 対浦和レッズ】
  - 1,400得点目 -  後藤優介 【2020年10月10日 J1第21節 対サンフレッチェ広島】
  - 1,500得点目 -  ホナウド 【2022年11月5日 J1第34節 対コンサドーレ札幌】

### ハットトリック
- J1リーグ
  -  トニーニョ 【1994年6月11日 サントリー第21節 対G大阪】
  -  ダニエレ・マッサーロ 【1996年4月13日 第7節 対平塚】
  -  澤登正朗 【1998年5月9日 1st第12節 対神戸】
  -  アレックス 【1998年11月14日 2nd第17節 対市原】
  -  バロン 【2001年10月13日 2nd第8節 対神戸】
  -  藤本淳吾 【2006年11月23日 第32節 対川崎】
  -  チョ・ジェジン 【2007年10月6日 第28節 対名古屋】
  -  フローデ・ヨンセン 【2010年8月1日 第16節 対湘南】
  -  大前元紀 【2012年10月13日 ヤマザキナビスコカップ準決勝第2戦 対FC東京】
  -  高木俊幸 【2013年8月28日 第23節 対鹿島】
  -  伊藤翔 【2013年10月19日 第29節 対鳥栖】
- J2リーグ
  -  中山克広 【2023年5月7日 第14節 対いわき】
  -  チアゴ・サンタナ 【2023年5月7日 第14節 対いわき】

### 国際Aマッチ・個人記録
- 国際Aマッチ最多出場記録　38試合 -  森岡隆三
- 国際Aマッチ最多得点記録　21得点 -  岡崎慎司(2009年国際サッカー歴史統計連盟(IFFHS)世界得点王)
- 国際Aマッチ最年少出場記録　17歳10ヶ月 -  市川大祐 (日本代表最年少出場記録) 【1998年】
- 国際Aマッチ最年少得点記録　22歳9ヶ月 -  岡崎慎司 【2009年】
- 国際Aマッチ最年長出場記録　31歳1ヶ月 -  ヤコヴィッチ 【2016年】
- 国際Aマッチ最年長得点記録　30歳1ヶ月 -  澤登正朗 【2000年】

※各国代表選手の記録は、清水エスパルス在籍時のみを記載。
- 国際大会・優勝メンバー
  - FIFAワールドカップ　優勝　1人
    - 1994年　 ロナウド

  - AFCアジアカップ　優勝　5人
    - 1992年  堀池巧
    - 2000年  森岡隆三 (最優秀DF)
    - 2011年  藤本淳吾  本田拓也  岡崎慎司

## 国際大会出場選手

### FIFAワールドカップ
- 1994 FIFAワールドカップ
  -  ブラジル代表 (優勝)
    - DF：ロナウド
- 1998 FIFAワールドカップ
  -  日本代表 (グループリーグ敗退)
    - DF：斉藤俊秀
    - MF：伊東輝悦
- 2002 FIFAワールドカップ
  -  日本代表 (ベスト16)
    - DF：森岡隆三
    - MF：戸田和幸
    - MF：市川大祐
    - MF：三都主アレサンドロ
- 2006 FIFAワールドカップ
  -  大韓民国代表 (グループリーグ敗退)
    - FW：チョ・ジェジン
- 2010 FIFAワールドカップ
  -  日本代表 (ベスト16)
    - FW：岡崎慎司
- 2022 FIFAワールドカップ
  -  日本代表 (ベスト16)
    - GK：権田修一

### オリンピック代表
オリンピック日本代表
- 1996年アトランタオリンピック
  - DF：白井博幸
  - MF：伊東輝悦
  - FW：松原良香
- 2000年シドニーオリンピック
  - DF：森岡隆三 (オーバーエイジ枠)
- 2004年アテネオリンピック
  - GK：黒河貴矢
- 2008年北京オリンピック
  - GK：山本海人
  - MF：本田拓也
  - FW：岡崎慎司
- 2012年ロンドンオリンピック
  - MF：村松大輔

### 年代別代表
U-20W杯日本代表
- 1997 FIFAワールドユース選手権
  - DF：戸田和幸
- 2001 FIFAワールドユース選手権
  - GK：黒河貴矢
  - DF：池田昇平
- 2005 FIFAワールドユース選手権
  - GK：山本海人
- 2007 FIFA U-20ワールドカップ
  - GK：武田洋平

U-17W杯日本代表
- 2001 FIFA U-17世界選手権
  - DF：高山純一 (清水エスパルスユース)
  - MF：杉山浩太 (清水エスパルスユース、第3戦で追加登録)
- 2011 FIFA U-17ワールドカップ
  - MF: 石毛秀樹 (清水エスパルスユース)
- 2013 FIFA U-17ワールドカップ
  - MF: 水谷拓磨 (清水エスパルスユース)

## エスパルス栄誉賞
クラブ在籍中の活躍や貢献が著しかった選手・監督・スタッフに対し「エスパルス栄誉賞」を授与、その功績を称える。
原則として移籍・引退・退任等でクラブから離れる際に表彰する。
- 1999年 スティーブ・ペリマン、長谷川健太、堀池巧
- 2000年 カルロス・サントス
- 2002年 大榎克己
- 2005年 真田雅則
- 2006年 澤登正朗
- 2010年 伊東輝悦、市川大祐
- 2014年 齊藤俊秀

## 引退試合

### Jリーグ引退試合
S-PULSE ALL STARS vs JAPAN ALL STARS
- 2007年1月21日 『鈴与グループPRESENTS 澤登正朗引退試合』
- 2018年1月8日 『鈴与グループPRESENTS 市川大祐引退試合～THANK YOU FOR FOOTBALL～』

## スタジアム・練習場

### ホームスタジアム
ホームスタジアムはIAIスタジアム日本平（正式名称：静岡市清水日本平運動公園球技場）。1994年に客席増設工事を実施した期間を除き、ほぼ全ての試合を開催している。2001年に開場された静岡県小笠山総合運動公園スタジアム（エコパスタジアム）でも試合を開催していたが、2015年を最後に使用実績がない。また1993年-1995年、2000年、2003年に静岡市の静岡県草薙総合運動場陸上競技場も準本拠地として主管試合を行った。特に1994年の日本平増築工事中は暫定本拠地として使われた。過去のホームゲーム開催スタジアムは「当項目」を参照。
また、Jリーグ発足当初は日本平の収容人員がJ1開催基準を充足していなかったことや、運営会社にフジテレビジョンが参画していたことから、年数試合国立霞ヶ丘陸上競技場（前代の国立競技場）でも試合を行っていたが、2022年にクラブの創設30周年を記念して、横浜F・マリノスとのホームゲームを国立競技場（新）で開催。以後、毎年「エスパルス国立マッチ」 として年1試合程度、国立での開催を行っている。

### 練習場
練習場はエスパルス三保グラウンド、三保移転前は蛇塚グラウンドを使用。過去には静岡市清水総合運動場も使用していた。

### 新スタジアム構想
IAIスタジアム日本平は2013年から発効している「Jリーグクラブライセンス制度」の「スタジアムに関する規定」を満たしていない。
スタジアム規定では「A等級基準」である収容人員15000人以上（J1基準）は満たしているものの、「観客席の屋根を競技場の1/3以上覆うこと」や「トイレ（洋便座）を1000人当たり5台以上設置する」ことを求めている。現在の日本平にはメインスタンドの中央部の一部とバックスタンド（東側一部除く）しか屋根が敷設されておらず、基準を満たしていないことが問題になっている。
エスパルスは静岡市に対してライセンス規格に沿った新スタジアムの建設を2014年7月、同市長の田辺信宏に対し要望書を提出した。田辺のこのスタジアム計画については2015年度からの静岡市第3次総合計画の審議に組み入れられ、2014年11月までに具体化することを目指していた。
有力な候補地として、葵区にあるJR東海東静岡駅北の約2.5haの市所有地が挙げられていた。当初この箇所は1990年に「東静岡地区新都市拠点整備事業構想」で、体育館の建設が予定されていた他、新市庁舎の建設計画も予定されていた。しかしいずれも計画がとん挫しており、現状も空き地になっている。そこで静岡市は2013年にこの市有地の活用を市民や専門家から意見を聞くための都市デザイン案のコンペティションを実施し、その意見には、スポーツ施設や文化施設（総合博物館）などの誘致を期待する声が寄せられていた。
周辺の病院や高層マンションなどの騒音対策や、防災機能を兼ね備えた公園整備などの選択肢も考えられていること、更に東静岡駅の南側に静岡県草薙総合運動場陸上競技場、同球技場もあることからなお難航が懸念されており、実際、田辺市長は2014年9月の静岡市第3次総合計画の骨子案を発表した時もこの8年間で予定している計画案に何を建設するかを盛り込まず、事実上結論を出すことを凍結した影響から静岡県の川勝平太知事もサッカー場を建設すべきであるとする私見を述べている。
ところが2016年3月になって、川勝知事が新たな移転先の候補地として清水駅周辺を選択肢の一つとして示したと静岡放送が報じた。田辺市長は上記の東静岡駅北口をローラースポーツの施設として一時的に作るための予算を計上したことに3月3日、川勝知事が抗議した。川勝知事はJリーグの舞台で戦うエスパルスと静岡市が中心となってサッカー専用スタジアムを建設すべきとしたうえで、県としてもスタジアムの建設には全面的に協力し、それをするために担当部局に検討するよう指示したという。
2022年3月、ENEOSの清水製油所跡地に収容人員2万5千人超のサッカースタジアムを建設する構想が明らかになった。総事業費は200億円で静岡市や静岡県、地元企業などが共同で拠出する見通しで、2026年ごろの完成を想定している。
2022年10月24日に行われた静岡市の新スタジアムの検討会で、上記のENEOS製油所跡に加え、日本平の改修も検討に入れていることが分かった。
静岡市は検討委員会に対し、候補地の要件として面積3.5㏊以上の運動公園や遊休地を求め、それを満たす箇所として、上記2か所に加え、貝島スポーツ広場（中部電力所有）、清水ナショナルトレーニングセンター敷地、草薙総合運動場、西ヶ谷総合運動場も候補に挙げていた。
会合ではまず、草薙、西ヶ谷、ナショナルトレセンの3か所は整備のための協議や調整に多大な時間が必要とする理由から除外 し、交通アクセス面などを踏まえて3か所（ENEOS製油所跡、貝島、日本平の改修）を選んだが、貝島は騒音問題は工場群にあるため問題はないとしても、交通の便が悪く、自動車来場による、道路の混雑を招くとしてこれも候補から外れ、2か所に絞った。
また静岡市民に対するアンケート（同8月）の結果もまとめており、「新スタジアムに期待すること」のテーマに対して、市民の約8割が「日常使い」と答えたという。また「交通アクセス」「周辺地域活性化」についても75％を超えたという。
候補2か所の利点と課題のまとめ（静岡市出自・）
| 候補地                   | 現状                             | 面積                                    | メリット                                                                                | デメリット                                                        | 災害時のリスク                                               | 周辺の活性化                                                 | 周辺への影響                                            | 交通アクセス（鉄道駅からの最寄）                                      |
| ------------------------ | -------------------------------- | --------------------------------------- | --------------------------------------------------------------------------------------- | ----------------------------------------------------------------- | ------------------------------------------------------------ | ------------------------------------------------------------ | ------------------------------------------------------- | --------------------------------------------------------------------- |
| ENEOS製油所跡地          | 民有地（未利用のガスタンクあり） | 20㏊の一部                              | - 駅のすぐ近くであり、交通アクセスが良い - 中心市街地に近いため、まちの活性化につながる | - 騒音対策への配慮が必要 - 災害リスクへの費用がかかる可能性がある | - 津波発生時の浸水深2-3m - 液状化現象が発生する可能性が大    | - 清水駅前銀座商店街へ300m - エスパルスドリームプラザへ1.5㎞ | - 最寄りの住宅地へ800m - 清水さくら（桜ケ丘）病院へ100m | JR清水駅から徒歩3分                                                   |
| アイスタの改修・改築     | 静岡市                           | 16㏊（このうち現スタジアムの敷地2.3㏊） | - 改修であれば低コストの費用で抑えられる可能性がある                                    | - 駅や市街地の交通アクセスが悪い                                  | - 土砂災害や津波被害がないため液状化現象の発生については不明 | - 次郎長通り商店街へ3.3㎞ - ベイドリーム清水へ2.1㎞          | - 最寄りの住宅地へ150m - 市立清水病院へ700m             | いづれもJR清水駅から - 徒歩:1時間11分 - 路線バス:27分 - タクシー:13分 |
| （参考）貝島スポーツ広場 | 民有地（現在は野球場）           | 6.1㏊                                   |                                                                                         |                                                                   | - 津波発生時の浸水深2-3m - 液状化現象の発生は不明            | - 次郎長通り商店街へ6.2㎞ - ベイドリーム清水へ4㎞            | - 最寄りの住宅地へ750m                                  | いづれもJR清水駅から - 徒歩:1時間36分 - 路線バス:39分 - タクシー:18分 |

## ユニフォーム

### クラブカラー
- エスパルスオレンジ
  - クラブカラーのオレンジは、静岡県の名産であるミカンの色であることに加え、喜び・希望・若さ・前進・元気などをイメージさせることに由来[3]。
  - 当初清水市（現：静岡市）が港を中心として発展してきた街であること、市内のサッカー強豪高校が青系統のユニフォームを使用していることなど、市民には青が馴染みのある色であったため青系が検討された。しかし、Jリーグ創設時の10クラブに青系統のクラブが既に多数（横浜マリノス、横浜フリューゲルス、ガンバ大阪）あったことから差別化を図ることや各クラブ間の色のバランスをとるために別の色を検討した結果、オレンジがメインとなった。なお、2013年の2ndユニフォームにクラブとして初めて青を採用している。
  - Jリーグ開幕以降、新潟および大宮が1999年にJ2リーグに加入するまで、Jリーグでオレンジをメインとするクラブは無かった。現在は山口、愛媛、長野など、オレンジをチームカラーとするクラブは複数ある。

### デザイン
- 1992年クラブ発足時、既存のユニフォームとの差別化を図り安部兼章にデザインを依頼。「世界へはばたくクラブ」の思いから、世界地図を取り入れたユニフォームを採用し2006年まで継続された。2007年のプーマの世界戦略モデルユニフォーム導入にともない一旦消滅したが、2012年から2016年シーズンの間採用された[62]。（2014年シーズンは背面にプリント）
- 2013年シーズンの2ndユニフォームには、静岡の象徴でもあり、エスパルスのクラブハウスにほど近い「三保の松原」を含む「富士山」が世界文化遺産登録に登録された事を記念し、「富士山柄」を採用。
- タイトル獲得クラブだが、タイトル獲得を表す星をユニフォームに入れていない[注 5]。

### ユニフォームスポンサー
| 掲出箇所   | スポンサー名   | 表記     | 掲出年                   | 備考                                                                                             |
| ---------- | -------------- | -------- | ------------------------ | ------------------------------------------------------------------------------------------------ |
| 胸         | 鈴与(FP)       | Suzuyo   | 2006年 -                 | 2003年途中 - 2004年は袖                                                                          |
| 胸         | スター精密(GK) | star☆    | 2024年 -                 | 2005年は袖 Jリーグ初のゴールキーパーユニフォーム胸広告掲載                                       |
| 鎖骨       | タイカ         | Taica    | 2018年8月 -              | 左側に表記 2017年7月 - 2018年はパンツ                                                            |
| 鎖骨       | アイ・テック   | ITEC     | 2018年4月 -              | 右側に表記 2018年4月 - 2021年は「ITEC ITEC CORPORATION」表記                                     |
| 背中上部   | アイエイアイ   | IAI      | 2016年 -                 |                                                                                                  |
| 背中下部   | ハラダ製茶     | HARADA   | 2025年 -                 |                                                                                                  |
| 袖         | 日本航空       | JAL      | 2006年 - 2010年 2013年 - | 1992年 - 2005年は胸 2011年 - 2012年はパンツ                                                      |
| パンツ前面 | タイカ         | ゲルぴよ | 2021年 -                 | 2021年 - 2022年は「Cambodia Kingdom of Wonder」表記 2023年は「70 Aniversary Cambodia-Japan」表記 |
| パンツ背面 | 駿河技研       | 駿河技研 | 2022-                    |                                                                                                  |

### ユニフォームサプライヤーの遍歴
- 1992年 - 1996年：リーグ戦はミズノ、カップ戦はプーマ
- 1997年 - 現在：プーマ

### 歴代ユニフォーム
| FP 1st      | FP 1st      | FP 1st      | FP 1st      | FP 1st      |
| ----------- | ----------- | ----------- | ----------- | ----------- |
| 1992        | 1993 - 1996 | 1997 - 1998 | 1999 - 2001 | 2002 - 2004 |
| 2005 - 2006 | 2007        | 2008        | 2009        | 2010        |
| 2011        | 2012        | 2013        | 2014        | 2015        |
| 2016        | 2017        | 2018        | 2019        | 2020        |
| 2021        | 2022        | 2023        | 2024        | 2025 -      |
|             |             |             |             |             |

| FP 2nd      | FP 2nd      | FP 2nd      | FP 2nd      | FP 2nd      |
| ----------- | ----------- | ----------- | ----------- | ----------- |
| 1992        | 1993        | 1994 - 1996 | 1997 - 1998 | 1999 - 2001 |
| 2002 - 2004 | 2005 - 2006 | 2007        | 2008        | 2009        |
| 2010        | 2011        | 2012        | 2013        | 2014        |
| 2015        | 2016        | 2017        | 2018        | 2019        |
| 2020        | 2021        | 2022        | 2023        | 2024        |
| 2025 -      |             |             |             |             |
|             |             |             |             |             |

| FP Other                        | FP Other              | FP Other                | FP Other                | FP Other                       |
| ------------------------------- | --------------------- | ----------------------- | ----------------------- | ------------------------------ |
| 1992 - 1996 · CUP 1st           | 1992 - 1996 · CUP 2nd | 2016 · 超ドS · シリーズ | 2017 · 超ドS · シリーズ | 2018 · Limited                 |
| 2019 · 清水港開港 · 120周年記念 | 2020 · Limited        | 2021 · Limited          | 2022 3rd                | 2022 · クラブ創設 · 30周年記念 |
| 2023 3rd                        | 2023 · Limited        | 2024 · Limited          | 2025 · Limited          |                                |
|                                 |                       |                         |                         |                                |

### 歴代ユニフォームスポンサー表記
| 年度 | 箇所                 | 箇所      | 箇所                      | 箇所     | 箇所                                                 | 箇所               | 箇所                         | 箇所       | サプライヤー  |
| 年度 | 胸                   | 鎖骨左    | 鎖骨右                    | 背中上部 | 背中下部                                             | 袖                 | パンツ前面                   | パンツ背面 | サプライヤー  |
| 1992 | JAL                  | 解禁前    | 解禁前                    | glico    | 解禁前                                               | HONEN              | -                            | 解禁前     | PUMA          |
| 1993 | JAL                  | 解禁前    | 解禁前                    | glico    | 解禁前                                               | HONEN              | -                            | 解禁前     | Mizuno / PUMA |
| 1994 | JAL                  | 解禁前    | 解禁前                    | glico    | 解禁前                                               | HONEN              | -                            | 解禁前     | Mizuno / PUMA |
| 1995 | JAL                  | 解禁前    | 解禁前                    | glico    | 解禁前                                               | HONEN              | -                            | 解禁前     | Mizuno / PUMA |
| 1996 | JAL                  | 解禁前    | 解禁前                    | glico    | 解禁前                                               | HONEN              | -                            | 解禁前     | Mizuno / PUMA |
| 1997 | JAL                  | 解禁前    | 解禁前                    | glico    | 解禁前                                               | HONEN              | -                            | 解禁前     | PUMA          |
| 1998 | JAL                  | 解禁前    | 解禁前                    | glico    | 解禁前                                               | HONEN              | -                            | 解禁前     | PUMA          |
| 1999 | JAL                  | 解禁前    | 解禁前                    | glico    | 解禁前                                               | HONEN              | -                            | 解禁前     | PUMA          |
| 2000 | JAL                  | 解禁前    | 解禁前                    | glico    | 解禁前                                               | HONEN              | -                            | 解禁前     | PUMA          |
| 2001 | JAL                  | 解禁前    | 解禁前                    | glico    | 解禁前                                               | HONEN              | -                            | 解禁前     | PUMA          |
| 2002 | JAL                  | 解禁前    | 解禁前                    | glico    | 解禁前                                               | 豊年               | -                            | 解禁前     | PUMA          |
| 2003 | JAL                  | 解禁前    | 解禁前                    | glico    | 解禁前                                               | 豊年 / Suzuyo      | -                            | 解禁前     | PUMA          |
| 2004 | JAL                  | 解禁前    | 解禁前                    | glico    | 解禁前                                               | Suzuyo             | -                            | 解禁前     | PUMA          |
| 2005 | JAL                  | 解禁前    | 解禁前                    | glico    | 解禁前                                               | star☆              | THE 3RD PLANET               | 解禁前     | PUMA          |
| 2006 | Suzuyo               | 解禁前    | 解禁前                    | glico    | 解禁前                                               | JAL                | THE 3RD PLANET               | 解禁前     | PUMA          |
| 2007 | Suzuyo               | 解禁前    | 解禁前                    | glico    | 解禁前                                               | JAL                | CRS                          | 解禁前     | PUMA          |
| 2008 | Suzuyo               | 解禁前    | 解禁前                    | glico    | 解禁前                                               | JAL                | SAN-AI                       | 解禁前     | PUMA          |
| 2009 | Suzuyo               | 解禁前    | 解禁前                    | glico    | 解禁前                                               | JAL                | SAN-AI                       | 解禁前     | PUMA          |
| 2010 | Suzuyo               | 解禁前    | 解禁前                    | glico    | 解禁前                                               | JAL                | SAN-AI                       | 解禁前     | PUMA          |
| 2011 | Suzuyo               | 解禁前    | 解禁前                    | glico    | 解禁前                                               | アウト ソーシング! | JAL                          | 解禁前     | PUMA          |
| 2012 | Suzuyo               | 解禁前    | 解禁前                    | glico    | 解禁前                                               | アウト ソーシング! | JAL                          | 解禁前     | PUMA          |
| 2013 | Suzuyo               | 解禁前    | 解禁前                    | glico    | 解禁前                                               | JAL                | -                            | 解禁前     | PUMA          |
| 2014 | Suzuyo               | 解禁前    | 解禁前                    | glico    | 解禁前                                               | JAL                | YAZAKI                       | 解禁前     | PUMA          |
| 2015 | Suzuyo               | 解禁前    | 解禁前                    | glico    | 解禁前                                               | JAL                | - / 星光社印刷               | 解禁前     | PUMA          |
| 2016 | Suzuyo               | 解禁前    | 解禁前                    | IAI      | -                                                    | JAL                | -                            | 解禁前     | PUMA          |
| 2017 | Suzuyo               | 解禁前    | 解禁前                    | IAI      | - / 生きる元気、リハビリで。 R&Oリハビリ病院グループ | JAL                | - / Taica                    | 解禁前     | PUMA          |
| 2018 | Suzuyo               | - / Taica | - / ITEC ITEC CORPORATION | IAI      | S-TRUST                                              | JAL                | Taica                        | 解禁前     | PUMA          |
| 2019 | Suzuyo               | Taica     | ITEC ITEC CORPORATION     | IAI      | S-TRUST                                              | JAL                | -                            | 解禁前     | PUMA          |
| 2020 | Suzuyo               | Taica     | ITEC ITEC CORPORATION     | IAI      | S-TRUST                                              | JAL                | -                            | -          | PUMA          |
| 2021 | Suzuyo               | Taica     | ITEC ITEC CORPORATION     | IAI      | S-TRUST                                              | JAL                | Cambodia Kingdom of Wonder   | -          | PUMA          |
| 2022 | Suzuyo               | Taica     | ITEC                      | IAI      | S-TRUST                                              | JAL                | Cambodia Kingdom of Wonder   | 駿河技建   | PUMA          |
| 2023 | Suzuyo               | Taica     | ITEC                      | IAI      | S-TRUST                                              | JAL                | 70 Aniversary Cambodia-Japan | 駿河技建   | PUMA          |
| 2024 | Suzuyo(FP) star☆(GK) | Taica     | ITEC                      | IAI      | S-TRUST                                              | JAL                | ゲルぴよ                     | 駿河技建   | PUMA          |
| 2025 | Suzuyo(FP) star☆(GK) | Taica     | ITEC                      | IAI      | HARADA                                               | JAL                | ゲルぴよ                     | 駿河技建   | PUMA          |

### JALによる広告掲出
日本航空（JAL）によるユニフォームの胸部分への広告掲出（ゼッケンスポンサー）は他のクラブの先駆けとなるものであったが次のような逸話がある。
Jリーグ初年度参加の10クラブが発表された頃、日本航空宣伝部にいた欧州サッカー通の社員が次のようなことを考えた。
「欧州サッカーでは80年代からゼッケンスポンサーが始まった。日本で始まるプロサッカーの中に清水FCというクラブがある。他の9クラブは企業クラブだから胸に親企業の社名・商品名を入れるだろう。清水はどうするのか。ひょっとしたら空いているのかもしれない。空いているんだったら買いに行けば面白いんじゃないか…」
1991年5月、清水FC代表に了解を取り付け、クラブ側営業担当と面会した。クラブ側営業担当は当初は「売りもしないのに勝手に日本航空が買いに来た」と面食らったが、「こういう商売もあったのか」と興味を持ち、水面下で話は進んでいった。
しかし1991年9月19日、日刊スポーツ紙に「JAL　清水エスパルスを援助」と大見出しですっぱ抜かれてしまう。直属の上司からは「どこから漏れたのかはわからないが、漏れるような話じゃダメだな。あきらめろ」と撤退を勧告された。またこのスクープによって「ゼッケンスポンサー」という広告の魅力に気付いた大企業は各クラブとの交渉を開始。
「日本初のゼッケンスポンサー」を考えた日航の宣伝部員は「このままではアイディアを他企業に横取りされてしまう」とノイローゼになり、退社をも考えたが、清水側の営業担当の笑顔に励まされた。
実は日刊スポーツ紙のスクープ以来、清水エスパルスには日本航空以外の企業からの売り込みがあった。しかし清水側は最初にゼッケンスポンサーの話を持ちかけた日本航空とその担当者に敬意を表し、他企業からのゼッケンスポンサーの申し出を断り続けていた。
1992年2月、日航の宣伝部員は再度上司にB4判5枚にも上る企画書を提出。企画書には協賛主旨として企業利益の社会還元、継続的な露出などの他に「ライバル企業である全日空対策（初年度参加チームのAS横浜フリューゲルスの親会社）としてJリーグにおける全日空のイメージ独占を阻止できる」「JAL対ANAとして注目を集める中、清水FCは全日空FCに勝てる可能性は非常に高いクラブ」「プロクラブ所有と比較して十分の一以下の費用」、更には移籍可能性のある選手としてスーパースター・カズや北澤の名前を勝手に盛り込んだ。
数々の障害をはねのけ、1992年5月16日、清水エスパルスは日本航空とのスポンサー契約を結んだ。
日本航空の機内ではエスパルスの勇姿がビデオに映し出され、機内誌には毎号選手紹介の特集ページが組まれ、空港には「頑張れ！エスパルス」のポスターが貼られ、各都市の繁華街にある「JALプラザ」ではJAL・エスパルスグッズが販売されるようになった。
2010年1月19日にJALが会社更生法を申請し、スポンサーを継続することが困難となったが、チーム創設以来継続してスポンサードが行われてきた事に敬意を表し、それ以降はクラブ側がJALに対し無償で広告スペースを提供。

## アカデミー

### 清水エスパルスユース
| 年   | 高円宮杯U-18リーグ | Jリーグユース選手権大会 | クラブユース選手権 |
| ---- | ------------------ | ----------------------- | ------------------ |
| 1993 | -                  | 予選敗退                | -                  |
| 1994 | -                  | 予選敗退                | -                  |
| 1995 | -                  | 予選敗退                | -                  |
| 1996 | -                  | ベスト8                 | ベスト8            |
| 1997 | -                  | 優勝                    | グループリーグ敗退 |
| 1998 | -                  | 3位                     | グループリーグ敗退 |
| 1999 | 3位                | ベスト8                 | 3位                |
| 2000 | -                  | 準優勝                  | グループリーグ敗退 |
| 2001 | ベスト8            | 1回戦敗退               | 5位                |
| 2002 | 1回戦敗退          | ベスト8                 | 優勝               |
| 2003 | ベスト8            | 3位                     | 3位                |
| 2004 | 1ラウンド敗退      | 1回戦敗退               | -                  |
| 2005 | 6位                | 優勝                    | グループリーグ敗退 |
| 2006 | 4位（東海）        | 予選リーグ敗退          | グループリーグ敗退 |
| 2007 | -                  | 予選リーグ敗退          | -                  |
| 2008 | 準優勝（東海）     | 決勝T 1回戦             | グループリーグ敗退 |
| 2009 | 6位（東海）        | 予選敗退                | グループリーグ敗退 |
| 2010 | ベスト8位          | 決勝T 2回戦             | グループリーグ敗退 |
| 2011 | 3位（イースト）    | 3位                     | -                  |
| 2012 | 5位（イースト）    | 決勝T 1回戦敗退         | -                  |
| 2013 | 2位（イースト）    | 決勝T 2回戦敗退         | 3位                |
| 2014 | 2位（イースト）    | 3位                     | ラウンド16敗退     |
| 2015 | 6位（イースト）    | 決勝T 2回戦敗退         | ラウンド16敗退     |
| 2016 | 6位（イースト）    |                         | 準優勝             |
| 2017 | 2位（イースト）    |                         |                    |
| 2018 |                    |                         | 優勝               |

### 清水エスパルスジュニアユース
| 年   | 高円宮杯U-15リーグ | クラブユース選手権 | JFAプレミアカップ |
| ---- | ------------------ | ------------------ | ----------------- |
| 1995 | 3位                | 優勝               |                   |
| 1996 | -                  | 優勝               |                   |
| 1997 | ベスト8            | 優勝               |                   |
| 1998 | 優勝               | 準優勝             | 優勝              |
| 1999 |                    | 準優勝             | 準優勝            |
| 2000 | 優勝               | ベスト16           | 準優勝            |
| 2001 | -                  | ベスト16           |                   |
| 2002 | -                  | ベスト16           | 準優勝            |
| 2003 | 3位                | 3位                |                   |
| 2004 | -                  | -                  |                   |
| 2005 | 1ラウンド敗退      | 予選リーグ敗退     |                   |
| 2006 | ベスト8            | 準優勝             | 3位               |
| 2007 | 準々決勝敗退       | ベスト8            |                   |
| 2008 | 1ラウンド敗退      | グループリーグ敗退 |                   |
| 2009 | 1ラウンド敗退      | グループリーグ敗退 | 3位               |
| 2010 | 準々決勝敗退       | 優勝               |                   |
| 2011 | 準々決勝敗退       | 優勝               | 3位               |
| 2012 | ベスト16位         | 3位                |                   |
| 2013 | 1回戦敗退          | ベスト8            |                   |
| 2014 | 1回戦敗退          | 準優勝             |                   |
| 2015 | 2回戦敗退          | ラウンド16敗退     |                   |
| 2016 | 優勝               | 優勝               | 優勝              |
| 2017 | 準決勝敗退         | 3位                | 優勝              |
| 2018 |                    |                    | 優勝              |

## 出資会社
| - 鈴与ホールディングス株式会社 - 静岡鉄道株式会社 - 静岡瓦斯株式会社 - 株式会社静岡新聞社 - 株式会社小糸製作所 | - 中部電力株式会社 - 静岡ビルサービス株式会社 - 株式会社J-オイルミルズ - 株式会社静岡朝日テレビ - 株式会社ヤマシタコーポレーション | - 鈴与建設株式会社 - 株式会社清水銀行 - 清水綜合リース株式会社 - 清水信用保証株式会社 | - 株式会社清水地域経済研究センター |

## 関連施設

### フットサル施設
- エスパルスドリームフィールド (フットサル施設)
  - エスパルスドリームフィールド清水
  - エスパルスドリームフィールド静岡
  - エスパルスドリームフィールド富士
  - エスパルスドリームフィールド藤枝
  - エスパルスドリームフィールド駿東

### 店舗
- S-PULSE STORE(旧 エスパルスドリームハウス清水)
- S-PULSE STOREスタジアム店(ホームゲーム開催日のみ開店)

## 決算
清水エスパルスの決算は、つぎのとおり。

### 損益
| 年度 | リーグ | 収入  | 広告料 | 入場料 | 配分 | その他 | 費用  | 事業費 | 人件費 | 管理費 | 利益 | 純利益 |
| ---- | ------ | ----- | ------ | ------ | ---- | ------ | ----- | ------ | ------ | ------ | ---- | ------ |
| 2005 | J1     | 3,077 | 1,150  | 469    | 270  | 1,188  | 3,170 | 2,682  | N.A.   | 542    | -93  | -87    |
| 2006 | J1     | 2,986 | 1,213  | 582    | 318  | 873    | 2,978 | 2,443  | 1,139  | 535    | 8    | 11     |
| 2007 | J1     | 3,180 | 1,317  | 577    | 338  | 948    | 3,166 | 2,586  | 1,263  | 580    | 14   | 17     |
| 2008 | J1     | 3,457 | 1,354  | 634    | 373  | 1,096  | 3,451 | 2,907  | 1,484  | 544    | 6    | 2      |
| 2009 | J1     | 3,514 | 1,226  | 665    | 299  | 1,324  | 3,378 | 2,797  | 1,378  | 581    | 136  | 71     |
| 2010 | J1     | 3,486 | 1,274  | 744    | 304  | 1,164  | 3,567 | 2,984  | 1,498  | 583    | -81  | -80    |

- 金額の単位: 百万円
- 人件費は事業費に含まれる。

出典: 各年度のJクラブ決算一覧。
2005、
2006、
2007、
2008、
2009、
2010
| 年度 | リーグ | 収益  | 広告料 | 入場料 | 配分 | 育成 | その他 | 費用  | 人件費 | 試合 | トップ | 育成 | 女子 | 販売  | 利益 | 純利益 |
| ---- | ------ | ----- | ------ | ------ | ---- | ---- | ------ | ----- | ------ | ---- | ------ | ---- | ---- | ----- | ---- | ------ |
| 2011 | J1     | 3,118 | 1,228  | 522    | 237  | 295  | 836    | 3,191 | 1,376  | 192  | 195    | 127  | 0    | 1,301 | -73  | -77    |
| 2012 | J1     | 3,449 | 1,223  | 623    | 237  | 315  | 1,051  | 3,324 | 1,281  | 248  | 215    | 136  | 0    | 1,444 | 124  | 129    |
| 2013 | J1     | 3,084 | 1,219  | 523    | 225  | 319  | 798    | 3,140 | 1,251  | 208  | 228    | 197  | 0    | 1,256 | -56  | -40    |
| 2014 | J1     | 3,248 | 1,534  | 539    | 222  | 316  | 637    | 3,201 | 1,354  | 198  | 220    | 195  | 0    | 1,234 | 47   | 2      |
| 2015 | J1     | 3,142 | 1,417  | 551    | 220  | 309  | 645    | 3,460 | 1,526  | 213  | 250    | 225  | 0    | 1,246 | -318 | -310   |

- 金額の単位: 百万円

出典: 各年度のJクラブ決算一覧。
2011、
2012、
2013、
2014、
2015
| 年度 | リーグ | 収益  | 広告料 | 入場料 | 配分 | 育成 | 物販 | その他 | 費用  | 人件費 | 試合 | トップ | 育成 | 女子 | 物販 | 販売  | 利益 | 純利益 |
| ---- | ------ | ----- | ------ | ------ | ---- | ---- | ---- | ------ | ----- | ------ | ---- | ------ | ---- | ---- | ---- | ----- | ---- | ------ |
| 2016 | J2     | 3,341 | 1,767  | 494    | 109  | 303  | 318  | 350    | 3,332 | 1,473  | 177  | 210    | 227  | 0    | 226  | 1,019 | 9    | 37     |

- 金額の単位: 百万円

出典: 各年度のJクラブ決算一覧。
2016

### 資産
| 年度 | 総資産 | 総負債 | 純資産 | 資本金 |
| ---- | ------ | ------ | ------ | ------ |
| 2005 | 1,167  | 704    | 463    | 550    |
| 2006 | 912    | 438    | 474    | 550    |
| 2007 | 1,105  | 613    | 491    | 550    |
| 2008 | 1,241  | 748    | 493    | 550    |
| 2009 | 1,062  | 497    | 564    | 550    |
| 2010 | 962    | 477    | 485    | 550    |
| 2011 | 1,093  | 686    | 407    | 550    |
| 2012 | 1,098  | 561    | 537    | 550    |
| 2013 | 1,041  | 544    | 496    | 550    |
| 2014 | 1,015  | 516    | 499    | 550    |
| 2015 | 970    | 781    | 189    | 550    |
| 2016 | 905    | 680    | 225    | 550    |

- 金額の単位: 百万円

出典: 各年度のJクラブ決算一覧。
2005、
2006、
2007、
2008、
2009、
2010、
2011、
2012、
2013、
2014、
2015、
2016

### 不祥事
2018年8月3日、2011年からクラブの経理業務を一人で担当していた30代の男性経理担当社員が、チケット代金の売り上げの一部やスポンサーからの協賛金の一部を着服、また経費の架空請求も行い、2012年からの6年間で件数にして約500件、約6,700万円を不正に着服し高級車や高級腕時計、ブランド衣料の購入などにあてていたことが発覚したことを明らかにし、同社員は7月31日付で懲戒解雇、左伴社長は減俸30％3か月の処分とすることを発表、併せて当該元社員が反省し全額弁済を申し出ていることから刑事告訴は見送る方針であることも公表した。

## その他
2019年7月14日・15日に東京ビッグサイトで開催された「eJリーグ ウイニングイレブン 2019シーズン」において、決勝でFC東京を下し、初代王者となった。優勝した清水にはeJリーグ杯と優勝賞金500万円が贈呈された。清水は、優勝賞金の使用用途について「アカデミー活動の充実」と明かした。